# لطفعلی‌خان زند
لطفعلی‌خان زند (۱۱۸۳ ه‍.ق – ۱۲۰۹ ه‍.ق) یا لطفعلی‌شاه زند نهمین و آخرین فرمانروای زندیه بود که میان سال‌های ۱۲۰۳ تا ۱۲۰۹ ه‍.ق به مدت شش سال در ایران حکومت کرد. او فرزند جعفرخان زند، نوه صادق‌خان زند و نوه برادری کریم‌خان زند، بنیان‌گذار سلسله زندیان، بود.
بیشتر دوران حکومت لطفعلی‌خان در نبرد با رقیب نیرومندش آقامحمدخان قاجار سپری شد و در نهایت پس از شکست در برابر او، اسیر و سپس به دستور او کشته شد.
لطفعلی‌خان زند از کودکی در سوارکاری و فنون جنگی مهارت بسیاری داشت. پیش از به سلطنت رسیدن و در نخستین سفر جنگی مهمش، حاکم لار را مجدداً مطیع سلسله زندیه کرد. در همین زمان بود که صیدمرادخان زند، پدرش را به قتل رساند و سر به شورش برداشت. لطفعلی‌خان که تنها ۲۰ سال داشت شورشیان را با کمک حاج ابراهیم کلانتر با موفقیت سرکوب کرد و وارد شیراز شد. اندکی پس از ورود او به پایتخت، شهر توسط قاجاریان محاصره شد اما مدافعان آن‌ها را مجبور به عقب‌نشینی کردند. پس از پایان محاصره شیراز، لطفعلی‌خان زند با هدف مطیع کردن حاکم کرمان به سمت آن شهر لشکر کشید اما در این سفر به هدف خود نرسید. غیبت او در پایتخت در جریان حمله به کرمان فضا را برای توطئه توسط ابراهیم کلانتر مهیا کرد.
در سال ۱۲۰۶ ه‍.ق لطفعلی‌خان برخلاف پیشنهاد مشاورانش به اصفهان حمله برد اما در راه با توطئه برادر حاج ابراهیم که از سرداران سپاه بود، بسیاری از سربازانش او را ترک کرده و تنها گذاشتند. او تلاش کرد تا به شیراز بازگردد اما حاج ابراهیم به او اجازه ورود به شهر را نداد. او تلاش کرد تا از بوشهر کمک بخواهد اما والی شهر از کمک به او سر باز زد. لطفعلی‌خان مجبور شد تا با نیروهای اندک باقی مانده خود مانع پیشروی قاجارها به سمت شیراز گردد اما به موفقیت دست پیدا نکرد. حاج ابراهیم کلانتر شهر را به آقامحمدخان قاجار تسلیم کرد و او نیز در اول ذیحجه ۱۲۰۷ ه‍.ق وارد مرکز حکومت زندیه شد.
لطفعلی‌خان رو به کرمان نهاد و در آن شهر پناه گرفت. چهار ماه در کرمان ماند تا اینکه در جریان محاصره شهر توسط آقامحمدخان، مورد خیانت واقع گردید و مجبور شد تا به سوی بم فرار کند اما حاکم شهر او را دستگیر کرده و به قاجارها تحویل داد. آقامحمدخان هم دستور داد تا او را کور و شکنجه کنند. سپس لطفعلی‌خان را به تهران فرستاد و پس از مدتی در ربیع‌الثانی ۱۲۰۹ ه‍.ق وی را اعدام کرد. او را در حرم امامزاده زید به خاک سپردند. آقامحمدخان دو سال بعد رسماً خودش را پادشاه ایران اعلام کرد و با وجود تلاش ناموفق محمدخان زند، پسر زکی‌خان، برای بازپس‌گیری قدرت از قاجاریان، سلسله زندیه به پایان رسید.
قاجارها پس از فتح شیراز خانواده لطفعلی‌خان را به اسیری بردند و آنان را در استرآباد محبوس کردند. او همچنین پس از دستگیری لطفعلی‌خان، نزدیکان و طرفداران خان زند را شکنجه کرد و بسیاری را کشت.
لطفعلی‌خان زند به دلیل ویژگی‌های همه‌پسندی مانند دلاوری و سازش‌ناپذیری به فرهنگ عامه ایران راه پیدا کرد و سرگذشت او به سوژه شاعران و نویسندگان تبدیل شد. در میان حاکمان زند که پس از مرگ کریم‌خان به قدرت رسیدند، تنها از او است که دلاوری و کارآمدی یاد می‌شود. سر هارفورد جونز سیاستمدار انگلیسی که او را از نزدیک می‌شناخت، از لطفعلی‌خان زند به عنوان «آخرین پادشاه دلاور ایرانی» یاد می‌کند.

## زمینه تاریخی
کریم‌خان زند در ۷۰ سالگی بیمار شد و به سال ۱۱۹۳ هـ.ق. درگذشت؛ با مرگ او، میراثش به سرعت از هم پاشید. هنوز او را به خاک نسپرده بودند که نزاع میان بازماندگانش بر سر حکومت بر قلمروهای زندیه آغاز شد. زکی‌خان، برادر مادری کریم‌خان، با علیمرادخان، خواهرزاده خود، متحد شد و محمدعلی‌خان زند، پسر کریم‌خان، را بر تخت نشاند. آن‌ها پسران شیخعلی‌خان و همراهانش را که طرفدار ابوالفتح‌خان زند، دیگر پسر وکیل بودند، را در ارگ به دام انداختند و قتل‌عام کردند. صادق‌خان زند نیز از بصره بازگشت تا دعوی جانشینی کند اما زکی‌خان طرفداران او را تهدید کرد که در صورت کمک به صادق‌خان، خانواده‌هایشان که در شیراز ساکن هستند را خواهد کشت؛ نتیجتاً صادق‌خان تنها ماند و به بم گریخت.
تنها یک روز از مرگ کریم‌خان گذشته بود که آغامحمدخان قاجار با همراهی خدیجه بیگم، عمه‌اش که از اعضای حرمسرای کریم‌خان بود، از شیراز گریخت و خود را به مازندران رساند. زکی‌خان برای بازگرداندن او، علیمرادخان را به تعقیبش فرستاد اما او به اصفهان که رسید، طغیان کرد. زکی‌خان زند برای اینکه اصفهان را پس بگیرد، به آن سو لشکر کشید اما در روستای ایزدخواست لشکریان خودش او را به قتل رساندند. در همین زمان، صادق‌خان به شیراز بازگشت و آنجا را تصرف کرد. علیمرادخان زند به سمت او لشکر کشید و شیراز را محاصره کرد و در صفر ۱۱۹۵ وارد شهر شد؛ او صادق‌خان و همه پسرانش، به جز جعفرخان زند را قتل‌عام کرد.
همزمان با نبردهای داخلی بین اعضای سلسله زندیه، آغامحمدخان در شمال ایران قدرت خود را مستحکم کرد و بر نواحی چون مازندران و گیلان سلطه پیدا کرده بود و حتی سعی کرده بود تهران را از دامنه قدرت زندیان خارج کند. علیمرادخان که از قدرت‌گیری او بیمناک بود، در سال ۱۱۹۸ ه‍.ق راهی شمال شد اما در زمان غیبتش در اصفهان، جعفرخان زند بر آن شهر استیلا یافت و اعلام حکومت کرد. علیمرادخان خواست که به اصفهان بازگردد تا او را سرکوب کند، اما در راه به سال ۱۱۹۹ هـ.ق. در مورچه‌خورت درگذشت. در تابستان همان سال، آغامحمدخان به اصفهان تاخت و جعفرخان را از آن شهر بیرون راند و خان زند نیز به شیراز عقب‌نشینی کرد.

## سال‌های جوانی
لطفعلی‌خان پسر جعفرخان زند و نوه صادق‌خان زند بود و بدین ترتیب وی نواده برادری کریم‌خان زند به حساب می‌آید. سال تولد لطفعلی‌خان مشخص نیست اما بنا به روایت تاریخ گیتی‌گشا او در زمان مرگ پدر خود ۲۰ سال سن داشته است که بدین ترتیب زمان تولدش را برابر با سال ۱۱۸۳ هجری قمری (۱۱۴۸ هجری شمسی) محاسبه کرده‌اند.
لطفعلی‌خان از آغاز نوجوانی به همراه پدر خود در جنگ‌ها حضور پیدا می‌کرد و از همین رو با شیوه‌ها و فنون جنگ آشنایی پیدا کرد. دربارهٔ او نوشته‌اند که از دوران طفولیت «سوارکاری بی‌نظیر، تیراندازی تیزبین و دلاوری بی‌باک» بود.
نخستین تجربه جنگی مهم لطفعلی‌خان زند مربوط به فتح لار می‌شود. از زمان کریم‌خان زند دو برادر به نام‌های محمدخان و عبدالله خان بر این شهر حاکم بودند. هر کدام از آن‌ها شش ماه را در دربار شیراز سپری می‌کرد و شش ماه وظیفه حکومت بر شهر را داشت. بدین ترتیب، زندیان از اینکه برادر ساکن لار دست به شورش نخواهد زد اطمینان حاصل می‌کردند. این شیوه تا زمان جعفرخان ادامه پیدا کرد. اما نابسامانی آن دوران باعث شد تا محمدخان از فرصت استفاده کند و از شیراز بگریزد. دو برادر پس از آن به سرعت از اطاعت از سلسله زند سر پیچیدند. جعفرخان در سال ۱۲۰۲ هـ.ق. برای سرکوب شورش، پسر خود لطفعلی را به همراه پانزده هزار سوار و پیاده تفنگدار راهی لار کرد.
لطفعلی‌خان از شیراز به راه افتاد و در دو منزلی لار اردو زد و شهر را محاصره کرد. این محاصره چهار ماه طول کشید؛ زیرا شهر لار مشتمل بر دو قلعه درونی و اندرونی بود و دو سمت دیگر شهر به کوهی بلند متصل بود که کار را برای تسخیر شهر سخت می‌کرد. از آنجایی که از سمت کوهستانی محافظت کمی می‌شد، لطفعلی‌خان شبانه سربازان خود را به چند جوخه مختلف تقسیم کرد و از کوه بالا آمدند؛ به گونه‌ای که هیچ دسته‌ای از وضع دسته دیگر مطلع نبود. اما در زمان طلوع آفتاب، در نقطه معینی گرد هم آمدند. سپس به فرمان لطفعلی‌خان از دیوارهای قلعه بالا رفتند و نگهبانان را با گلوله از پای درآوردند. آن‌ها رجال قلعه را دستگیر و اموال آنان را تاراج کردند. دو برادر شورشی یعنی محمدخان و عبدالله‌خان از شهر گریختند و راهی بندرعباس شدند. لطفعلی‌خان از جانب خود حاکمی بر شهر منصوب کرد و خود رو به کرمان نهاد.
لطفعلی‌خان کرمان را محاصره کرد اما موفق به تسخیر آن نشد. چرا که در جریان نبرد خبر قتل پدرش جعفرخان به او رسید. پس از پخش این خبر سپاه او دچار آشفتگی شد. صیدمرادخان که سردسته قاتلان جعفرخان بود به سرداران لطفعلی‌خان نامه‌های تهدیدآمیزی فرستاد و آنان از گرد لطفعلی پراکنده شدند و حتی برای کشتن او تلاش کردند اما او از توطئه آگاه شد و به همراه وزیرش میرزا سید محمد خراسانی از مهلکه گریخت.

## پس گرفتن شیراز
لطفعلی‌خان پس از آن به سوی بوشهر رفت. شیخ ناصر عرب که با سلسله زندیه و شخص لطفعلی‌خان روابط خوبی داشت، حاکم این شهر بود. اما اندکی پیش از ورود خان زند به شهر، درگذشت و پسرش، شیخ نصر به جای او به حاکمیت بوشهر رسید و تنها توانست تعداد معدودی سرباز که تعداد آن‌ها را ۳۰۰ تن نوشته‌اند، در اختیار لطفعلی‌خان زند قرار دهد. خان زند نیز با همین سپاه کوچک راه شیراز در پیش گرفت تا تاج و تخت پدرش را پس بگیرد.
پس از اینکه خبر حرکت لطفعلی‌خان به صیدمرادخان رسید، او شاه‌مرادخان زند را به همراه سپاهی که آمادگی‌اش هفت روز طول کشیده بود، برای مقابله با لطفعلی‌خان روانه کرد. اما در ده فرسنگی بوشهر دو تن از طرفداران لطفعلی به نام‌های فضلعلی‌خان و نقدعلیخان، او را دستگیر کردند و منتظر ورود لطفعلی‌خان به منطقه «دالکی» ماندند. شاه‌مرادخان به قتل رسید و لشکر او در اختیار خان زند قرار گرفت و او با سپاهیان بیشتری مسیر شیراز را در پیش گرفت.

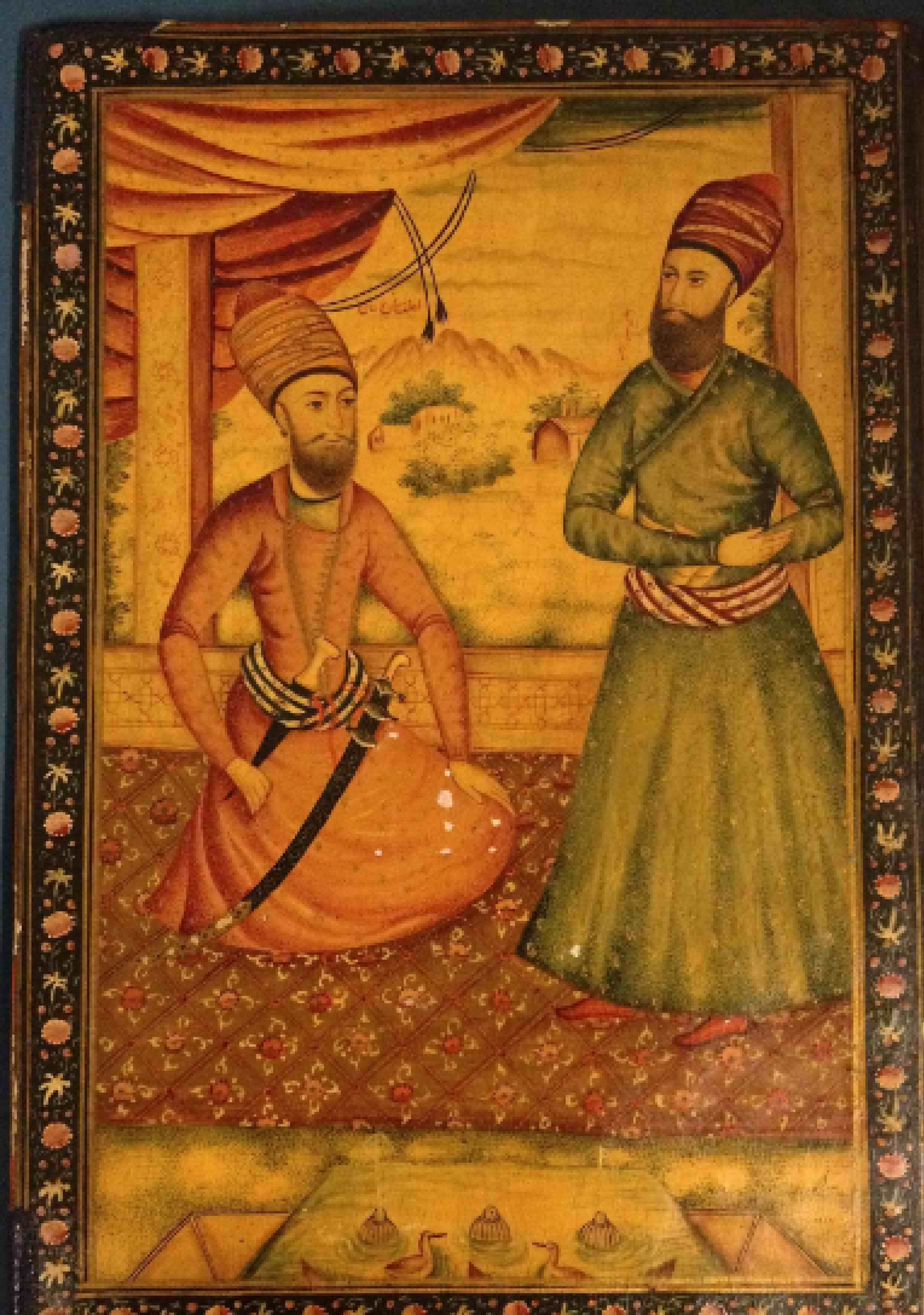
لطفعلی‌خان در کنار میرزا محمدحسین

اوضاع در شیراز هم به سود لطفعلی‌خان پیش می‌رفت و صیدمرادخان نتوانسته بود موافقت سران ایلات را برای حکومت خود جلب کند. لطفعلی که به کازرون رسید، هیئتی از اشراف و بلندپایگان شیراز به استقبالش آمدند و خبر مخالفت خود با صیدمرادخان را به او ابلاغ کردند. آنان صیدمرادخان را در ارگ شهر محصور کرده بودند و منتظر بودند تا لطفعلی‌خان وارد شهر شده و حکومت را به دست بگیرد.
تاریخ گیتی‌گشا میرزا محمدحسین را طراح اصلی کودتا به سود لطفعلی‌خان برمی‌شمارد. برنامه این بود که پس از تحت کنترل گرفتن سپاه شاه‌مرادخان، در شیراز نیز علیه صیدمرادخان توطئه شود. خبر دستگیری شاه‌مرادخان که به شهر رسید، در اطراف ارگ شاهی زد و خوردی صورت گرفت و آشوبی به پا شد. صیدمرادخان در ارگ پناه گرفت و بدین ترتیب عملاً محصور گردید. حاج ابراهیم کلانتر از جمله کسانی بود که در این توطئه جانب طرفداران لطفعلی‌خان را گرفت. او که از سوی پدرِ لطفعلی‌خان به کلانتری شیراز منصوب شده بود، صیدمرادخان را نیز دستگیر و در به قدرت رسیدن لطفعلی‌خان نقش مهمی بازی کرد. کلانتر می‌دانست که لطفعلی‌خان در میان سران ایلات گرامی است؛ صفتی که صیدمرادخان فاقد آن بود. او می‌پنداشت که می‌تواند شاهزاده جوان را به دلخواه خود راه برد.
پس از آگاهی از این اتفاقات، خان زند طی مدت یک شبانه روز خود را به شیراز رساند. او دستور داد تا صیدمرادخان را خفه کردند و طرفدارانش نابینا یا اعدام شدند. لطفعلی‌خان در شعبان ۱۲۰۳ بر تخت پادشاهی نشست. فتحعلی‌خان صبا دربارهٔ جلوس لطفعلی‌خان قصیده‌ای سرود که در بیتی از آن آمده است:
| جان عدو کاسته، کین پدر خواسته |  | مملکت آراسته، کرد جهان را جوان |

## ماجرای میرزا مهدی
میرزا مهدی لشکرنویس، که در زمان جعفرخان زند منصب لشکرنویسی (منصبی مربوط به محاسبات مالیه) داشت، متهم شده بود که از اموال دولتی مبلغی را به صورت دزدی برداشته است. جعفرخان زند نیز به همین دلیل دستور به بریدن گوش‌های او داده بود. پس از اینکه جعفرخان کشته شد، سرش را از بالای ارگ به پایین انداختند. مطابق گفته تاریخ نویسان مردم با سر او بازی کردند و در همین زمان نیز شایعه شد که میرزا مهدی به جهت انتقام گوش‌های سر خان را بریده است.
پس از اینکه لطفعلی‌خان زند وارد شیراز شد، در صدد مجازات میرزا مهدی برآمد. اما او این اتهام را رد می‌کرد و ابراهیم کلانتر هم او را بی‌گناه می‌دانست و واسطه شد تا خان زند او را ببخشد و به او خلعتی هم بدهد.
خبر بخشش میرزا مهدی که به مادر لطفعلی‌خان زند رسید، سخت برآشفت. گویند که فریاد کشید «قاتلان را بخشید کم نبود، آن‌ها را خلعت داد و با حرامزاده‌ای که بعد از کشتن وی این عمل شنیع را با سر او نمود این نوع سلوک نماید؟» خشم مادر خان زند نظر او را تغییر داد و او تصمیم گرفت تا میرزا مهدی را مجازات کند. شبی که قرار بود فردای آن روز به میرزا مهدی خلعت داده شود وی را احضار کرد و پرسید «به نظر تو سزای کسی که به ولی نعمت خود خیانت کند چیست؟» و لشکرنویس هم پاسخ داد «چنین حرامزاده‌ای را باید زنده در آتش انداخت!» لطفعلی‌خان نیز فوراً دستور به روشن کردن آتش داد و میرزا مهدی را زنده در آن انداخت.
این تصمیم خان زند پیامدهایی برای او داشت چرا که باعث ایجاد اختلاف میان او و حاج ابراهیم کلانتر شد و در سقوط نهایی لطفعلی‌خان و سلسله زندیه نیز تأثیر گذاشت.

## نخستین برخورد با آغامحمدخان
آغامحمدخان قاجار از جنگ داخلی میان اعضای سلسله زند نهایت استفاده را برد و موقعیت خود را در شمال و مرکز ایران مستحکم ساخت. زمانی که خبر به قدرت رسیدن صیدمرادخان و وضعیت سست شیراز به او رسید، با سپاهیانش رو به فارس نهاد. در منطقه‌ای به نام چمن خسرو و شیرین بود که خبر سقوط صیدمرادخان و پیروزی لطفعلی‌خان به او رسید و در ۱۲ شوال ۱۲۰۳ با او روبرو شد.
لطفعلی‌خان که از لشکرکشی سپاه قجری به سمت شیراز آگاهی یافته بود، از شهر خارج شد تا با آغامحمدخان روبرو شود. گفته‌اند که لطفعلی‌خان دو هزار سرباز داشت و آغامحمدخان ده هزار. دو سپاه در منطقه ای به نام چمن هزار بیضا با یکدیگر روبرو شدند و در آغاز، پیروزی با لطفعلی‌خان بود. اما در کشاکش نبرد، گروهی از سپاهیان او به رهبری محمدخان زند که عموی لطفعلی‌خان بود از معرکه گریختند. به گفته تاریخ گیتی‌گشا، محمدخان زند سودای حکومت در سر داشت و تصور می‌کرد با سقوط لطفعلی‌خان حکومت به او خواهد رسید.
پس از این اتفاق، لطفعلی‌خان زند به داخل شیراز عقب‌نشینی کرد. آغامحمدخان شهر را محاصره کرد و لطفعلی‌خان نیز دستور داد تا صد عراده توپ را بر بالای برج‌ها آوردند تا جلوی پیشروی او را بگیرند. محاصره شهر دو ماه طول کشید و چون زمستان در راه بود و سپاه قاجار نیز از نظر آذوقه در مضیقه قرار داشت، آغامحمدخان تصمیم به عقب‌نشینی گرفت و محاصره پایان پذیرفت.
پس از عقب‌نشینی قاجاریان، لطفعلی‌خان که احتمال می‌داد آغامحمدخان پس از تجدید قوا به سوی شیراز بازگردد، به جمع‌آوری تدارکات پرداخت و محصولات کشاورزی اطراف شهر را درو و در شهر انبار کرد. پس از اینکه پاییز به پایان رسید و خبری از سپاه قاجار نشد خیال لطفعلی‌خان و اهالی شیراز آسوده گردید که تا پایان زمستان خبری از حمله قجرها نخواهد بود. همین آسودگی باعث شد تا لطفعلی‌خان مجدداً خیال تسخیر کرمان را در سر بپروراند و به آن سو لشکرکشی کند که این تصمیم یکی از اشتباهات او بود و زمینه را برای سقوطش مهیا کرد.

## تلاش برای فتح کرمان، توطئه در شیراز

### وضعیت کرمان پیش از لشکرکشی لطفعلی‌خان
کرمان در این زمان تحت حاکمیت سید ابوالحسن‌خان بیگلربیگی قرار داشت. این شخص یکی از امامان شیعه (از شاخه اسماعیلیه) بود و پیروانش او را ابوالحسن‌شاه می‌خواندند. او از زمان نادرشاه و پس از او، کریم‌خان بر کرمان حکومت می‌کرد و این فرمانروایان نیز با او رابطه خوبی داشتند.
پس از اینکه کریم‌خان زند درگذشت، اعظم‌خان افغان به مناطق اطراف کرمان مانند نرماشیر حمله کرد و با محمدحسین‌خان سیستانی که از طرف کریم‌خان زند حاکمیت بم یافته بود، هم‌داستان شد و در پی تصرف گواشیر برآمد. ابوالحسن‌شاه نیز که از این مسئله اطلاع یافته بود سپاهی از مردم روستاهای کرمان جمع‌آوری کرد و در نبردی که بعدها آن را جنگ دیوار بلند نام نهادند با لشکر اعظم‌خان روبرو شد و آن‌ها را شکست داد. اما از تعقیب آن‌ها و تلاش برای فتح نرماشیر خودداری کرد. مدتی بعد مجدداً نبردی درگرفت و باز هم پیروزی با سپاه کرمان بود. اما آن‌ها باز هم تلاشی نکردند تا نرماشیر و بم را تسخیر کنند.
مدتی بعد اعیان بم و گواشیر گرد هم آمده و به ملاقات ابوالحسن‌شاه رفتند و به او گفتند که اگر پانصد مرد در اختیارشان بگذارد، با کمک مردم بم محمدحسین‌خان را بیرون خواهند کرد و پس از آن «تابع اوامر و نواهی بیگلربیگی خواهیم بود.» محمدحسین‌خان سیستانی که از اتحاد روسای بم و گواشیر با بیگلربیگی کرمان آگاه شد پسر خود امیر سیف‌الدین را به شیراز نزد لطفعلی‌خان زند فرستاد و او را به تسخیر کرمان تحریک کرد. خان زند نیز عموی خود نصرالله‌خان را به عنوان نایب السلطنه در شیراز گماشت و خود از راه نیریز به سیرجان رفت و تصمیم آن داشت که از طریق تصرف گواشیر بر کرمان استیلا پیدا کند.

### لشکرکشی به کرمان
لطفعلی‌خان که در ۱۲۰۴ هـ.ق. به سوی کرمان روانه شد، در سیرجان و بردسیر مورد استقبال قرار گرفت. از سوی دیگر ابوالحسن‌شاه و اعیان کرمان در تردید بودند که آیا به استقبال خان زند بروند یا اینکه در برابر او شمشیر به دست بگیرند؛ زیرا ابوالحسن‌شاه که از دیرباز مورد لطف سلسله زندیه بود بیم آن داشت که در صورت استقبال از لطفعلی‌خان مورد خشم آغامحمدخان قاجار قرار بگیرد. او بزرگان شهر را به حضور خواست و با آنان مشورت کرد.
نظر برخی از آنان این بود که «از او استقبال کرده و اظهار انقیاد کن، چند روز خواهد ماند و سپس مراجعت خواهد کرد.» اما نظر دیگران این بود که این کار خردمندانه نیست زیرا «از طبرستان و کردستان تا قم و کاشان در دست قاجاریان است و تنها شیراز برای سلسله زند باقی مانده که آن هم به دست قجرها خواهد افتاد.» امام شیعیان اسماعیلی این نظر را پسندید و به استحکام شهر پرداخت. لطفعلی‌خان که به نزدیکی کرمان رسید امیر سیف‌الدین سیستانی را نزد ابوالحسن‌شاه فرستاد و او را به اطاعت خواند، اما وی تسلیم نشد.
پس از یک تلاش ناموفق برای محاصره گواشیر، لطفعلی‌خان به محمدحسین‌خان سیستانی پیام فرستاد و تقاضای نیرو کرد اما او تنها موفق به گردآوری ۱۵۰ سرباز شد و آن‌ها را به همراه دو پسر خود به سوی خان زند فرستاد. پس از آن لطفعلی‌خان تلاش کرد تا از افغان‌ها کمک بخواهد اما اعظم‌خان افغان نیز به دلیل اختلافاتی که با سران ایلات داشت موفق نشد نیروی کمکی اعزام کند. لطفعلی‌خان دو روز بیرون گواشیر توقف کرد و برخوردهای اندکی میان او و سپاه کرمان روی داد. اما پیروزی با خان زند بود تا اینکه با شبیخون آن‌ها مواجه شد و بخشی از آذوقه، اسب‌ها و تجیهزات خود را از دست داد. پس از این اتفاق، لطفعلی‌خان زند دیگر از تصرف کرمان ناامید شد. در آن زمان، زمستان هم فرا رسیده بود و برف ارسال آذوقه از شیراز برای سپاه زند را مشکل کرده بود. سپاهیان زند چند روزی را با خوردن گوشت اسب و الاغ سر کردند اما چون دیگر تحمل سرما و گرسنگی برایشان ممکن نبود، به لار عقب‌نشینی کردند. همزمان با این اتفاقات اوضاع برای لطفعلی‌خان زند در شیراز به خوبی پیش نمی‌رفت.

### توطئه‌چینی در شیراز
همزمان با سفر لطفعلی‌خان به کرمان، در شیراز توطئه‌ای در حال شکل گرفتن بود که ظاهراً حاج ابراهیم کلانتر پشت پرده آن را پیش می‌برد. از مهم‌ترین دلایل این مسئله، دشمنی سرداران لطفعلی‌خان با حاج ابراهیم بود که پیش خان زند بدگویی کلانتر را می‌کردند. بدین ترتیب میان آن دو بدگمانی شدیدی ایجاد شده بود. میرزا حسین وزیر که به وفا معروف بود، این مسئله را چنین برای سر هارفورد جونز، افسر انگلیسی کمپانی هند شرقی که لطفعلی‌خان را از نزدیک می‌شناخت، نقل کرده است که «مدتی است اتحادی بین حاجی ابراهیم و برادرش و چند تن دیگر از خان‌های دشتستان و گرمسیر و به ویژه رضاقلی‌خان کازرونی و شیخ نصر لاری شکل گرفته است.» هدف این اتحاد از بین بردن لطفعلی‌خان زند و ایجاد حکومتی جدید عنوان شده است. نقشه این بود که پس از در اختیار گرفتن شیراز توسط حاج ابراهیم، لطفعلی‌خان را در چادرش سر به نیست کنند.
وفا به سر هارفورد جونز گفته بود که «عوامل حاج ابراهیم کلانتر مرا به اشاره و در لفافه از این مسئله آگاه ساختند و من تلاش نمودم تا لطفعلی‌خان متوجه این خطر شود. پانزده روز پیش از اینکه قشون از شیراز به سمت اصفهان حرکت کند مسئله را با لطفعلی‌خان مطرح کردم و به زانو افتادم و از او خواستم تا حاج ابراهیم را بازداشت کند اما او با بی‌اعتنایی گفت: وقت حرکت قشون نزدیک است و اگر حالا او را بازداشت کنم همه چیز مختل می‌شود. پس از بازگشت مسئله را بررسی خواهم کرد.» لطفعلی‌خان همچنین برخوردارخان را به جهت اطمینان به حفاظت قلعه شیراز برگماشت که البته وفا با این تصمیم مخالف بود. او از خان زند تقاضا کرد که خودش را به این کار منصوب کند که لطفعلی‌خان زند پاسخ داد که «من به شما نیاز دارم.»
پس از اینکه لطفعلی‌خان در اوایل سال ۱۲۰۵ هـ.ق. به سمت اصفهان روانه شد، اداره امور شیراز را به حاج ابراهیم سپرد، برخوردارخان را مسئول حفاظت از برج و باروی شهر کرد و نگهبانی از ارگ و حرمسرا را نیز به محمدعلی‌خان واگذاشته شد. خان زند همچنین برادر حاج ابراهیم را به فرماندهی سپاه خود برگزید و پسر کلانتر که میرزا محمد نام داشت را به ملتزمی رکاب خود منصوب کرد تا از حاج ابراهیم گروگان‌هایی داشته باشد. دیگر در این زمان بی‌اعتمادی میان لطفعلی‌خان زند و حاج ابراهیم کلانتر آشکار بود و هر دو از نیت هم آگاهی داشتند.

### اجرای نقشه
تنها اندکی از خروج لطفعلی‌خان و سپاهش از دیوارهای شیراز نگذشته بود که حاج ابراهیم و همدستانش برای پیاده‌سازی توطئه خود دست به کار شدند. حاج ابراهیم تعدادی سرباز را به فرماندهی برادر خود محمدحسین‌خان احضار کرد و به آنان دستور داد تا در خانه کلانتر مخفی شوند. سپس برخوردارخان و محمدعلی‌خان را برای مشورت در مورد امری «فوری» به خانه خود احضار کرد و با کمک سربازانی که در خانه‌اش مخفی شده بودند، آن دو را بدون خونریزی دستگیر کرد. به گفته سر هارفورد جونز کلانتر در شیراز این شایعه را پخش کرد که لطفعلی‌خان دستور زندانی کردن برخوردارخان را صادر کرده است.
در دست گرفتن شیراز تنها بخش اول توطئه بود. قسمت دوم آن قرار بود در قلب سپاه لطفعلی‌خان و به رهبری عبدالرحیم‌خان صورت پذیرد. پس از اینکه سپاه زند در سمیرم اردو زد، پیکی از سوی حاج ابراهیم کلانتر خبر پیروزی در شیراز را به اطلاع عبدالرحیم‌خان رساند. عبدالرحیم سران عشایر را به بهانه صحبت در مورد مسائل نظامی در چادری گردآورد و ساعت‌ها با آن‌ها صحبت کرد. برای آنان از پیروزی حتمی آغامحمدخان و کوشش‌های او در ده سال اخیر برای برپایی حکومت قاجار گفت و به آنان اطلاع داد که همان شب آشوبی در اردوگاه به پا خواهد شد.
نزدیکی صبح بود که در سپاه لطفعلی‌خان زند شورش درگرفت. اسباب و آلات فلزی را به هم می‌کوبیدند و شترانی که بر پشت آن‌ها مشعل‌های روشن سوار شده بود، به سمت اسب‌هایی که عنان آن‌ها را باز کرده بودند می‌دویدند و باعث رم کردنشان می‌شدند. لطفعلی‌خان با تصور اینکه مورد شبیخون آغامحمدخان قاجار قرار گرفته است، از چادر خود بیرون شد و بنا به گفته‌های خودش به سر هارفورد جونز، سیر ماجرا اینگونه پیش رفته است:
«پیاده به سمتی که صدا بیشتر بود رفتم و ناگهان خود را در میان جمعی دیدم و صدایی شنیدم که می‌گفت لطفعلی‌خان کجاست. صدای زال‌خان به گوشم خورد. فریاد زدم که زال‌خان چه شده؟ قاجارها رسیده‌اند؟... پاسخ داد نه قربان، حاج ابراهیم شیراز را تصرف کرده و تعدادی از قشون به تحریک برادرانش دست به طغیان زده‌اند… گفتم اسب‌هایمان را به دست آوریم و از اردو دور شویم. صبح می‌توانیم دوست را از دشمن تشخیص دهیم. فاصله زیادی نگرفته بودیم که به یک دسته سوار برخوردیم. نزدیکشان که شدیم دیدیم دربارهٔ من گفتگو می‌کنند. یکی از آن‌ها فریاد زد: ایست! حرامزاده بگو لطفعلی‌خان کجاست؟ میرآخورباشی من بود و صدایش را شناختم. پس به دست و پایم افتاد و گفت: فرار کن، فرار کن، جز غران همه چیز را از دست داده‌ای. سوار بر غران اندکی از اردو دور شدیم و سحرگاه دریافتیم که قشون پراکنده شده. مدت کوتاهی بعد، سیصد، چهارصد نفر را گرد خود آوردم. روز بعد قسمت دیگری از قشون به همراه میرزا بزرگ هم به ما پیوستند. فوراً رو به شیراز حرکت کردیم.»

### پشت دیوارهای شیراز
لطفعلی‌خان و سپاهیانش، در راه پایتخت، از جزئیات اتفاقاتی که در شهر پیش آمده بود، خبردار شدند. امیدِ خان زند به این بود که عناصر وفادار به زندیه در شیراز راه را برای ورود او و سپاهیانش باز خواهند کرد. اما این گونه پیش نرفت. برنامه بعدی لطفعلی‌خان ممانعت از ورود آذوقه کافی به شهر بود. اما از آنجایی که خود، پیش از این، شهر را برای محاصره توسط سپاه قاجار آماده کرده بود و آذوقه کافی در شهر وجود داشت، این تصمیم نیز نمی‌توانست راه به جایی ببرد. در این زمان، خستگی و بی‌حوصلگی بر سپاه لطفعلی مستولی شد.

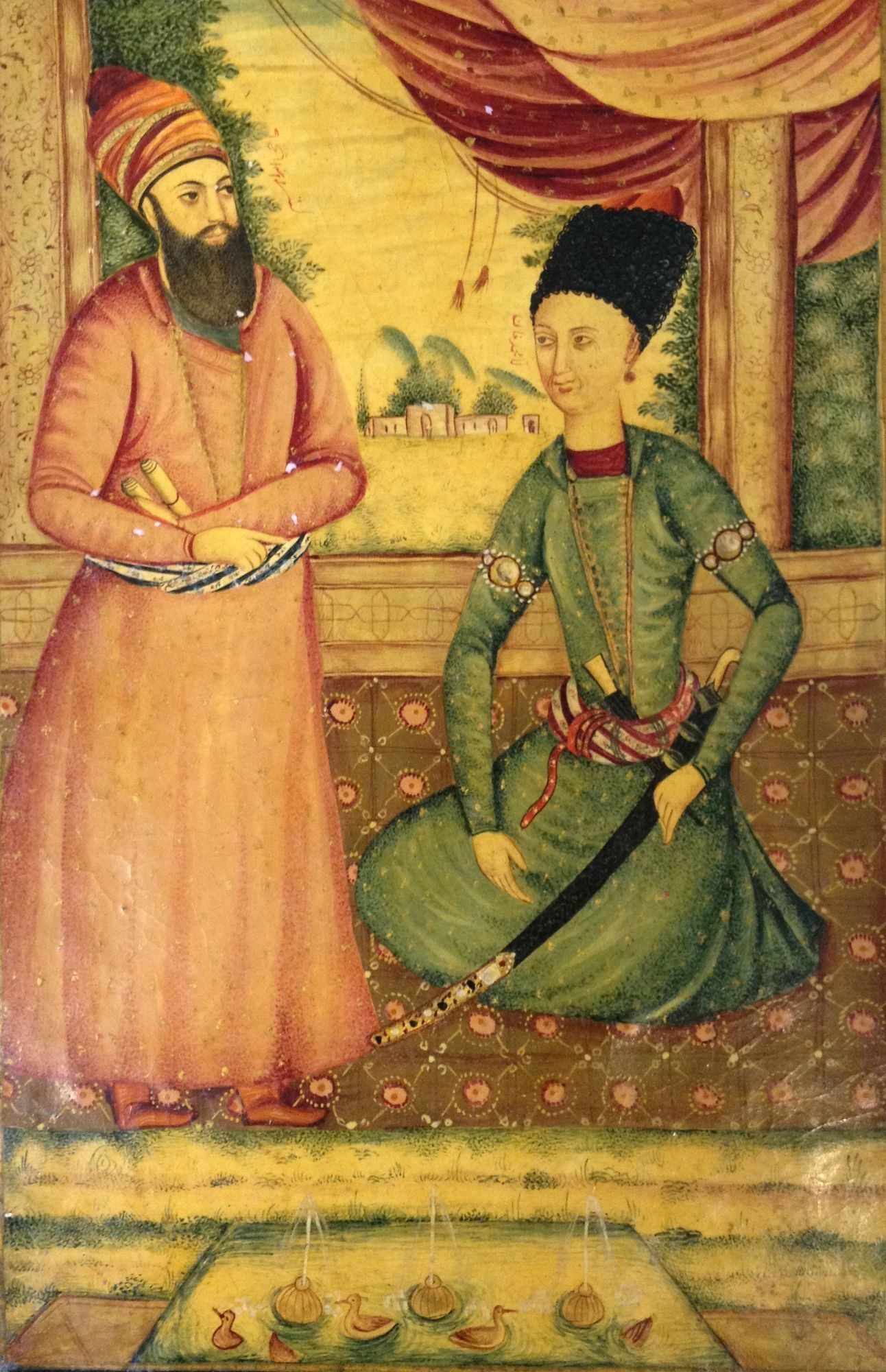
تصویری از حاج ابراهیم کلانتر و آغامحمدخان قاجار، در زمان صدارت حاج ابراهیم

نکته‌ای که موقعیت حاج ابراهیم کلانتر را تقویت می‌کرد، این بود که خانواده سلطنتی و خانواده سران سپاه در داخل شهر گروگان او بودند و به همین دلیل می‌توانست از آن‌ها برای وادار کردن سرداران لطفعلی‌خان به مصالحه استفاده کند. او نامه‌ای برای لشکریان لطفعلی‌خان زند فرستاد و آن‌ها را تهدید کرد که اگر دست از وفاداری به لطفعلی‌خان برندارند از زنان و فرزندانشان تاوان خواهد ستاند. تعدادی از این نامه‌ها به دست لطفعلی‌خان رسید. خان زند به سر هارفورد جونز در این رابطه گفت که «همراهانم این نامه‌ها را پیش من آوردند و گفتند که چون امیدی به تسخیر پایتخت ندارند، نمی‌خواهند زن و فرزندانشان را در معرض خشونت حاج ابراهیم رها کنند.»
لطفعلی فرستاده‌ای نزد حاج ابراهیم فرستاد تا سبب خیانت او را جویا شود. کلانتر به او پاسخ داد که «من بر اراده تو آگاه شدم و دانستم که در عهد اقتدار تو به جایی نخواهم رسید و روزگارم را تباه خواهی ساخت لهذا محض حفظ سلامتی تو خود تو را از ملک آواره کردم. دیگر از شیراز قطع امید و ترک نوید کن.» گویند لطفعلی‌خان از شنیدن پاسخ ابراهیم کلانتر خندید و گفت که کلانتر «هرچه باشد شهری است و همراهانش اهالی بازارند و تاب مقاومت در برابر سپاهیان و ایلات را ندارند.»
ظاهراً هدف ابتدایی حاج ابراهیم تنها بیرون راندن لطفعلی‌خان از شیراز و در اختیار گرفتن کنترل شهر بود. اما پس از مشاهده تحرکات لطفعلی‌خان زند، پیکی را نزد آغامحمدخان قاجار فرستاد و او را در جریان اتفاقات قرار داد. او تقاضا کرد که آغامحمدخان نماینده‌ای به شیراز بفرستد تا شهر را در دست و خزاین لطفعلی‌خان را تحویل بگیرد. آغامحمدخان در حال بازگشت از آذربایجان بود که پیام کلانتر را دریافت کرد. این یک فرصت پیش‌بینی نشده برای آغامحمدخان بود و او می‌توانست با تسخیر پایتخت زندیه، هم فارس را تسخیر کند و سلسله زند را نابود سازد. او میرزا رضاقلی نوایی منشی‌الممالک را مأمور کرد که به سمت اصفهان، محل استقرار باباخان (فتحعلی‌شاه آینده) برود و از آنجا به اتفاق مصطفی‌خان قاجار با سه هزار سپاهی راهی شیراز شود، دارایی زندیان را تصاحب کند و خانواده لطفعلی‌خان را به تهران بیاورد. آغامحمدخان همچنین حاج ابراهیم کلانتر را به عنوان بیگلربیگی فارس منصوب کرد. محمدزمان شیرازی که برادر حاج ابراهیم بود نیز به جای وی عنوان کلانتر شیراز یافت.

## آوارگی
توطئه ابراهیم کلانتر علاوه بر اینکه لطفعلی‌خان را از پایتخت حکومتش بیرون راند باعث این شد که سربازان او از اطرافش پراکنده شوند. لطفعلی‌خان پس از این جریانات قصد بوشهر کرد تا از شیخ نصرخان کمک بگیرد و زمستان را نیز در آن شهر سپری کند. سپاه کوچک لطفعلی‌خان زند به سمت بوشهر به راه افتاد و پس از زد و خوردهای پراکنده خود را به کازرون رساند.
در کازرون رضا قلی‌خان منتظر او بود. این شخص که حاکمیت کازرون را در دست داشت در به حاج ابراهیم قول داده بود که لطفعلی‌خان را دستگیر کند. او با ۴۰۰ سرباز با سپاه کم‌تعداد زندیه روبرو شد و آنان را محاصره کرد. لطفعلی‌خان زند و یارانش اسب‌های خود را رها کردند و به کوه‌ها پناه بردند. آن‌ها پس از یک کوهنوردی طولانی خود را به دشتستان که زال‌خان در آنجا با سپاه خود منتظر بود، رساندند. علاوه بر او، میرعلی‌خان حیات داوودی از بندر ریگ نیز با سپاهی به خان زند پیوست. اما امید لطفعلی‌خان از بوشهر ناامید شد؛ زیرا شیخ نصرخان نه تنها به او کمک نکرد بلکه در صدد دستگیری او هم برآمد.
خان زند مجدداً به کازرون بازگشت و قلعه شهر را تسخیر کرد. او در پی انتقام، دستور داد تا رضا قلی‌خان و پسرش را کور کنند. در همین زمان بود که سلطانعلی‌خان زند، یکی از شاهزادگان زندیه که با موفقیت از شیراز فرار کرده بود، به همراه هفتاد تن از سران سلسله زند خود را به اردوی لطفعلی رساند.
در شیراز کلانتر بیکار ننشسته بود. او تمام اموال سلسله زند را غارت کرد و سپاهی دو هزار نفره را به رهبری رضاقلی‌خان شاهسون برای دستگیری لطفعلی‌خان به سمت او فرستاد. این سپاهیان در برازجان توقف کردند و با نیروهای شیخ نصرخان یکی شدند. این لشکر با سپاه لطفعلی روبرو شدند، اما پیروزی با سپاهیان زند – که شمارشان را سه هزار نفر نوشته‌اند – بود. لطفعلی‌خان سپس راهی جویم در سه فرسنگی شیراز شد و ده روز در آنجا ماند. او سپس مسجد بردی در نزدیکی شیراز را تسخیر کرد و همان‌جا بود که گروه دیگری از نزدیکانش که از شیراز بیرون شده بودند، به او پیوستند. خان زند به همراه سپاهیانش آماده می‌شد تا مجدداً شیراز را محاصره کند.

### محاصره شیراز

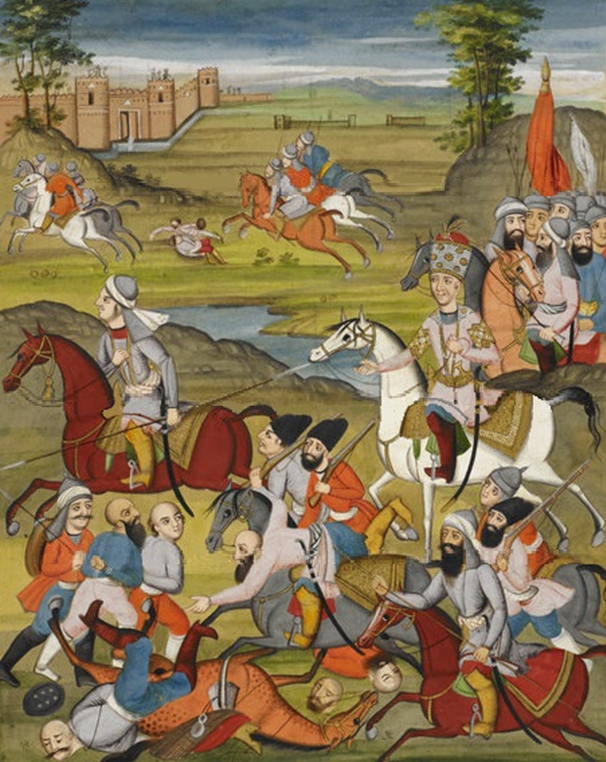
یک نقاشی از نبرد میان آغامحمدخان قاجار و لطفعلی‌خان زند

در اواخر سال ۱۲۰۵ هـ.ق. همزمان با کمین لطفعلی‌خان زند پشت دیوارهای شیراز، وضعیت حاج ابراهیم در درون شهر متزلزل می‌نمود. سران ایلات انتظار داشتند که پس از برکناری لطفعلی‌خان، یکی دیگر از اعضای سلسله زند به حکومت برداشته شود و چون از این مسئله ناامید شده بودند، ممکن بود که با وقوع درگیری به لطفعلی‌خان بپیوندند و راه را برای ورود او به شهر هموار سازند. کلانتر که از این مسئله آگاه بود، در پی خلع سلاح نیروهای عشایر برآمد. او نیرنگی به کار بست و ضمن دعوت از نیروهای ایلات برای دریافت مواجب، آن‌ها را خلع سلاح و از شهر بیرون کرد. این نیروها که تعدادشان را ۳۰۰۰ نفر نوشته‌اند بیرون از شهر به لطفعلی‌خان بپیوستند. اما از آنجایی که غیرمسلح بودند، تأثیرگذاری زیادی نداشتند. همچنین این مسئله لطفعلی‌خان را از ورود به شهر با یاری نیروهای داخل شیراز ناامید کرد.
وضعیت لطفعلی‌خان زند در بیرون شهر پایدارتر می‌شد. او تقریباً بر همه حومه شیراز مسلط بود. خان زند تلاش کرد تا با حاج ابراهیم وارد مذاکره شود و به او پیشنهاد داد که شهر را تسلیم کرده و خود با خانواده‌اش به عثمانی یا هند پناهنده شود اما کلانتر این پیشنهاد را رد کرد. در عوض، او به قاجاریان متوسل شد و از آنان یاری خواست. آغامحمدخان قاجار نیز در پاسخ، به باباخان (فتحعلی‌شاه آینده) دستور داد که سپاهی از اصفهان به یاری مدافعان شیراز بفرستد. او مصطفی‌خان دولو را راهی کرد و آن‌ها در باغ‌های اطراف حافظیه اردو زدند. در همین زمان، حاج ابراهیم تلاش کرد تا لطفعلی‌خان زند را به قتل برساند. او چند نفر از اهالی شیراز را به آن داشت که نامه‌ای به لطفعلی بنویسند. در این نامه، آمده بود آن‌ها در شبی معین یکی از دروازه‌های شهر را بازخواهند کرد تا قوای زند وارد شیراز شوند. چون شب موعود رسید، خان زند به همراه ۳۰۰ تن از یارانش به سمت دروازه به راه افتاد اما به سرعت متوجه شد که دامی برای او پهن شده است. همزمان با تحرکات سپاه زند، نیروهای قاجاری نیز بیکار ننشستند. مصطفی‌خان دولو که از حرکت لطفعلی‌خان به سمت دروازه شهر آگاه شده بود، با سپاهی به سمت او شتافت تا مانع ورودش به شیراز شود. او ابتدا با سلطانعلی‌خان روبرو شد و او را شکست داد، اما پس از اینکه لطفعلی‌خان خود را به میدان نبرد رساند سپاه قاجاری شکست خورد و مصطفی‌خان نیز به داخل شیراز پناهنده شد.
پس از اینکه آغامحمدخان قاجار خبردار شد که سپاه اعزامی شکست خورده و حاج ابراهیم در وضعیت خطرناکی است، ارتشی به تعداد ۷٬۰۰۰ اسب سوار به فرماندهی محمدخان و رضاقلی‌خان به سمت شیراز روانه کرد. لطفعلی‌خان اجازه داد که سپاه قجری بدون درگیری به شهر برسد. احتمالاً پیش‌بینی می‌کرد پس از اینکه این سپاه وارد شهر شده و با نیروهای حاج ابراهیم یکی شود، آن زمان این امکان برای زندیان فراهم خواهد شد که با آن‌ها در زمین باز روبرو درگیر شوند. این پیش‌بینی خان زند درست از آب درآمد و دو سپاه به سال ۱۲۰۶ ه‍.ق در غرب شیراز به یکدیگر تاختند. شمار سپاهیان قجری دو برابر نیروهای زند بود، اما لطفعلی‌خان پیروز و رضاقلی خان دستگیر شد. پس از نبرد، لطفعلی‌خان دستور داد رضاقلی‌خان را از دو چشم نابینا کنند. در این زمان وضعیت در شیراز رو به ناپایداری می‌گذاشت. شهر در مضیقه غذایی بود و کلانتر بیم آن داشت که مخالفانش و طرفداران لطفعلی‌خان زند بر او بشورند. حاج ابراهیم نامه‌ای به خان قاجار نوشت و او را از اوضاع آگاه ساخت: «چنانچه سمند جهان نورد همت، به طریق سرعت مراحل صوب فارس را نپیماید، اساسی که چیده شده به دست سعی و اجتهاد اهل عناد برچیده خواهد شد.» آغامحمدخان وقت را از دست نداد و با سپاه خود از تهران به سوی فارس به راه افتاد. بهار سال ۱۲۰۶ هجری قمری بود.
دو سپاه تفاوت چشمگیری داشتند. شمار سربازان لطفعلی‌خان از ۳٬۰۰۰ تن متجاوز نبود، درحالی که نیروهای آغامحمدخان را چهل هزار نفر نوشته‌اند. تفاوت به اندازه‌ای بود که در آن زمان به مبالغه می‌گفتند هر سرباز زند باید با ۱۰۰ سرباز قاجاری روبرو شود. پس از اینکه خبر آمد سپاه آغامحمدخان به حوالی ابرج رسیده است، لطفعلی‌خان سرداران سپاه خود را برای مشورت گردآورد. نظر آنان این بود که نبرد روبرو با سپاه پرشمار قجری «از لباس تدبیر عاری است.» نظر آنان این بود که زندیان باید به آغامحمدخان و سپاهش شبیخون بزنند. لطفعلی‌خان ابتدا آن را «مغایر راه و رسم مردان جلادت مآب» دانست، اما با اصرار سپاهیان، تن به خواسته آنان داد. شبانه، در منطقه‌ای به نام شهرک در راه اصفهان و شیراز، سپاه لطفعلی‌خان زند به سپاه قجری شبیخون زد و جنگ سختی درگرفت. آغامحمدخان ۸۰۰ تفنگچی را مأمور محافظت از تنگه‌ای میان مرودشت و ابرج کرده بود. این گروه با نخستین یورش لطفعلی‌خان در هم شکسته شد و فرمانده آن‌ها نیز کشته شد. سپس لطفعلی سپاه خود را به سه قسمت تقسیم کرد، جناحین چپ و راست را به عموهای خود، عبدالله خان و محمدخان، سپرد و خود به قلب سپاه قجر زد. پیروزی با سپاه زند بود و نظم اردوی قاجار در هم شکسته شد. نوشته‌اند که ۴٬۰۰۰ سرباز قاجاری پا به فرار گذاشتند. در این زمان، در میدان نبرد این شایعه پخش شد که آغامحمدخان قاجار فرار کرده یا حتی کشته شده است. میرزا فتح‌الله از سرداران سپاه زند قسم می‌خورد که جسد خان قاجار را به چشم دیده است. با پخش این خبر در اردوی لطفعلی‌خان، خان زند قانع شد که نیازی به ادامه جنگ نیست زیرا با طلوع خورشید و تأیید خبر در میان یاران آغامحمدخان، سربازان قجری دست از جنگیدن برخواهند داشت. باری با طلوع آفتاب، خان قاجار که نوشته‌اند شب را تحت مراقبت یاران وفادارش در زیر شکم مادیانی پنهان شده بود، با سپاهیان خود به سمت اردوی لطفعلی‌خان زند شتافت. دو سپاه و دو فرمانده به نیم فرسنگی هم رسیدند اما جنگی درنگرفت. لطفعلی‌خان که شرایط را برای روبرو شدن با قاجاریان فراهم نمی‌دید، به سمت نیریز عقب‌نشینی کرد تا از راه کرمان خود را به طبس برساند.

#### ورود آغامحمدخان به شیراز
آغامحمدخان قاجار، فاتح نبرد شهرک، یک روز در میدان نبرد ماند تا مجدداً نظم و آرایش سپاه خود را برقرار سازد. نبرد مذکور سرنوشت دو سلسله را رقم زده بود. او در اول ذی‌الحجه ۱۲۰۷ قمری وارد پایتخت سابق زندیان شد. پس از ورود به شهر، حاج ابراهیم را به «نوازشات غیر منتهی مشمول» ساخت و جایگاه او به عنوان بیگلربیگی فارس را مجدداً تأیید کرد. خان قاجار یک ماه در شیراز ماند و در این مدت در باغ وکیل ساکن بود. آغامحمدخان پیش از اینکه به سمت تهران به راه افتد، دستور داد تا آرامگاه کریم‌خان زند را نبش قبر کنند تا استخوان‌های او را نیز به تهران برند. خان قاجار استخوان‌های وکیل را در پای پلکان کاخ خود دفن کرد تا خود و اطرافیانش آن‌ها را لگدکوب کنند. استخوان‌های کریم‌خان تا زمان پهلوی همان‌جا ماند، تا اینکه به دستور رضاشاه آن‌ها را در حرم عبدالعظیم حسنی مجدداً به خاک سپردند. این آخرین دیدار آغامحمدخان از شیراز نبود. او در بهار سال آینده نیز مجدداً به این شهر بازگشت و این بار دستور داد برج و باروی شهر را که در زمان کریم‌خان زند ساخته شده بود خراب کنند. از تخریب باروی شهر در یکی از سروده‌های فتحعلی‌خان صبا یاد شده است:
| گردون به زمانه خاک غم ریخت، دریغ |  | با شهد طرب زهر غم آمیخت، دریغ |
| از کینهٔ دور فلک جورسرشت          |  | شیرازهٔ شیراز ز هم ریخت، دریغ  |

آغامحمدخان همچنین جواهرات و دارایی‌های سلسله زند که از زمان کریم‌خان از «جمیع ممالک روس و زوم جمع نموده و در عمارت مبارکات نصب فرموده بودند» را نیز با خود به تهران برد. خان قاجار ضمناً دستور داد تا خانواده‌های سران شیراز و اعضای سلسله زند را نیز یکجا جمع کنند تا او به عنوان گروگان با خود به تهران ببرد. اعضای خانواده حاج ابراهیم نیز در میان گروگان‌ها قرار داشتند.

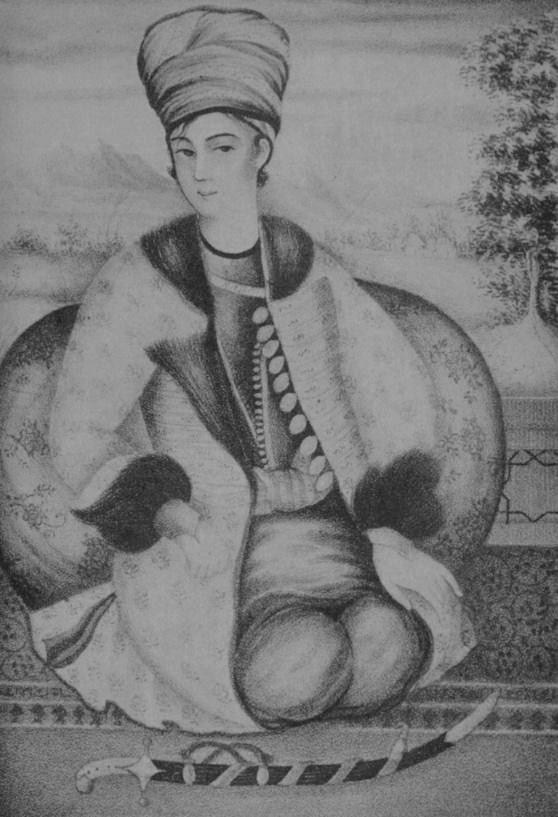
تصویری از لطفعلی‌خان زند که در سال ۱۹۱۵ میلادی از مینیاتوری در قصری در شیراز عکسبرداری شده است.

### وضعیت لطفعلی‌خان
لطفعلی‌خان زند با سپاه کوچکی که برایش باقی مانده بود، درحالی که توسط یک سپاه قجری تعقیب می‌شد، به سمت کرمان رفت تا خود را به خراسان برساند. او امید داشت که میرحسن‌خان، حاکم طبس، به او یاری دهد. اما کمک زیادی از میرحسن‌خان برنیامد. خان زند به همراه میرحسن‌خان به سمت یزد رفت و آن شهر را تسخیر کرد. سپس ابرکوه را تسخیر کرد، گروهی از مردانش را آنجا باقی گذاشت و به سمت داراب رفت. سپاه قجری که در تعقیبش بود، مدت زیادی را صرف تسخیر ابرکوه کرد و همین مسئله قدری زمان به لطفعلی‌خان داد. قجریان سپس، با این خبر که لطفعلی در نیریز است، از راه سروستان خود را به آنجا رساندند. برای ۱۱ روز، درگیری‌هایی میان دو سپاه درگرفت تا اینکه اوضاع برای سپاه زند بحرانی شد. لطفعلی‌خان زند به سمت طبس عقب‌نشینی کرد. پس از آن، برای جلب حمایت تیمورشاه درانی، به سمت قندهار روانه شد، اما زمانی که خان زند در قاین ساکن بود، متوجه شد که تیمورشاه مرده است. در قائن محمدخان پسر اعظم‌خان افغان حاکم نرماشیر و جهانگیرخان پسر محمدحسین‌خان سیستانی حاکم بم نمایندگانی به سوی او فرستادند و لطفعلی‌خان را به فتح کرمان تحریک کردند. در این زمان مرتضی‌قلی‌خان پسر شاهرخ‌شاه افشار حاکم کرمان بود. ابوالحسن‌خان، حاکم پیشین شهر، هم از خان زند دعوت کرد تا به کرمان حمله کند.
لطفعلی‌خان زند به سوی بم روانه شد و آنجا جهانگیرخان و یارانش به صف سربازان زند پیوستند. او در جوپار نیز مورد استقبال قرار گرفت و عده‌ای از اهالی به سپاهش ملحق شدند. لطفعلی‌خان با هدف فتح کرمان، در ارگ گواشیر مستقر شد. ابراهیم میرزا قاجار و مرتضی‌قلی‌خان زرندی که توسط آغامحمدخان به حکومت آنجا گماشته شده بودند، شبانه گریختند و خود را به خان قاجار رساندند و خبر فتح کرمان توسط لطفعلی‌خان را به او اطلاع دادند. سایر گماشتگان قجری نیز یا دستگیر شدند یا فرار کردند. لطفعلی‌خان اموال آقاعلی، از مهم‌ترین حامیان قاجاریان، را ضبط و یکی از دختران او را خود به زنی گرفت و دیگری را به عقد عموی خود نصرالله‌خان درآورد. با آمدن نوروز، لطفعلی خود را پادشاه اعلام کرد و با نام لطفعلی‌شاه زند سکه زد.
آقاعلی ضمن بازگویی اتفاقات برای آغامحمدخان قاجار، او را بر آن داشت که به سوی کرمان لشکرکشی کند. خان قاجار که از قدرت‌گیری مجدد لطفعلی‌خان و حمله زندیان به شیراز بیمناک بود، سپاه خود را آراست و در شوال سال ۱۲۰۸ قمری به سوی کرمان روانه شد. پس از اینکه خبر حرکت آغامحمدخان به لطفعلی‌خان رسید، خان زند تلاش کرد تا برای حفظ روحیه سپاهش مسئله را مسکوت بگذارد و حتی چند نفر از بازاریان را به جرم پخش خبر حرکت آغامحمدخان با بریدن گوش مجازات کرد. به گفته مؤلف تاریخ کرمان، این تصمیم تأثیر بدی بر سرنوشت او گذاشت زیرا فصل درو بود و فرصت ذخیره آذوقه را از دست داد. به هر صورت او اندکی بعد خبر رسیدن آغامحمدخان به چهارده فرسنگی کرمان را دریافت کرد. پیش‌قراولان سپاه قجر، به فرماندهی حسین‌قلی‌خان زودتر از سپاه اصلی به کرمان رسیدند. جنگی درگرفت و زندیان پیروز شدند. حسین‌قلی‌خان از میدان گریخت و لطفعلی‌خان به درون شهر آمد تا شرایط را برای مقاومت در برابر محاصره فراهم کند. سه روز بعد، سپاه آغامحمدخان قاجار به شهر رسید و کرمان را محاصره کرد.

## محاصره کرمان

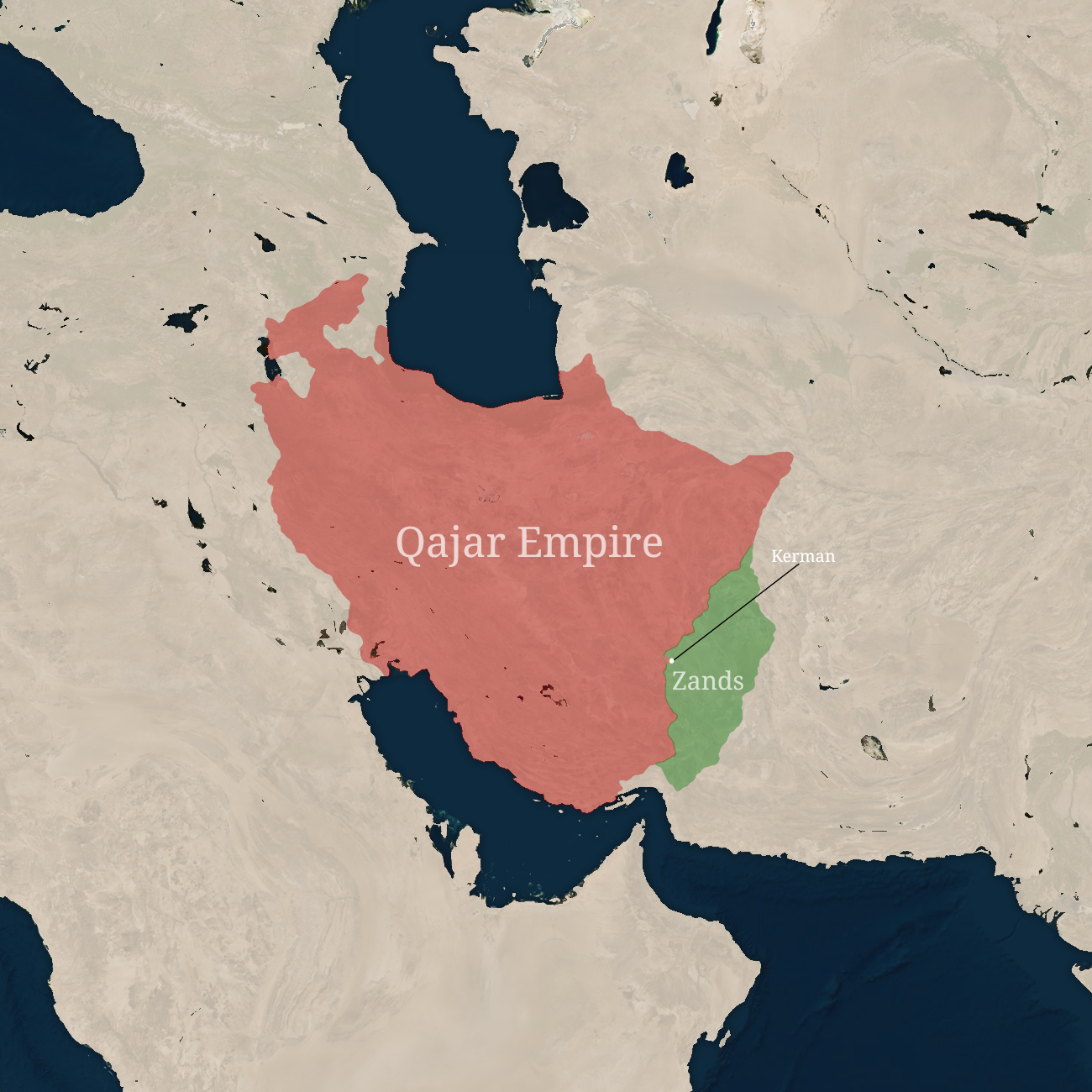
اراضی تحت کنترل لطفعلی‌خان و آقامحمدخان در زمان آغاز محاصره کرمان

چادر آغامحمدخان قاجار را در یک مایلی شهر برپا کردند و او شخصاً محاصره را رهبری می‌کرد. به گفته تاریخ کرمان: «[خان قاجار] فرمان داد از بنایان و دیوارگان در لشکرگاه حاضر کردند و از بیرون شهر در برابر هر برجی از حصار، برجی (از چوب) برآوردند و میان برج‌ها را خندقی کنده و استوار داشتند و مدت پنج ماه شبانه روز به حرب و توپ و تفنگ مشغول بودند و از فرود زیر برج‌ها نقب (سوراخ) می‌زدند. بسیاری بودی که از میان نقب‌ها از دو سوی لشکریان دست و گریبان شده با تیغ و خنجر یکدیگر را مقتول می‌کردند.» در داخل شهر، لطفعلی‌خان زند سپاه خود را چهار بخش کرده بود و هر کدام را به حفاظت یکی از باروهای شهر گماشته شد. در برخی از روزها، او با سپاهش از شهر خارج می‌شد، حملاتی را به سپاه قاجاری ترتیب می‌داد و مجدداً به داخل شهر بازمی‌گشت.
یک ماه از محاصره نگذشته بود که شهر از نظر آذوقه با کمبود مواجه شد. لطفعلی‌خان تصمیم گرفت تا «۱۲ هزار کس از فقرا و عجزه و کسبه شهر» را از کرمان بیرون کند. با گذشت زمان، تأمین خوراک موردنیاز شهر سخت‌تر می‌شد. به گفته احمدعلی‌خان وزیری مؤلف تاریخ کرمان «آتش قحط و غلا در شهر بالا گرفت. بعضی مردم به پوست و پشکل گوسفند تغذیه می‌کردند. برخی به هسته خرمان و تراشه نجاری سد جوع می‌نمودند. کاه‌گل بیشتر خانه‌ها را تراشیده و شسته و برای علیق اسبان سپاهیان بردند. سگ‌ها و گربه‌ها را خوردند.» خان زند مجدداً تصمیم به بیرون کردن تعدادی از شهر گرفت. او ۱۲ هزار تن را که این بار زنان نیز در میانشان بودند را از کرمان بیرون کرد. آغامحمدخان قاجار دستور داد تا آن‌ها را در روستاهای اطراف متفرق کنند. شب‌ها، زن‌ها و کودکان به بالای پشت بام‌ها می‌رفتند و برای تضعیف روحیه ارتش آغامحمدخان، تصنیف‌هایی در تمسخر خان قاجار سر می‌دادند.
آق مم‌خان اخته
تا کی زنی شلخته
فال می‌گیری با تخته
 قدت میاد رو تخته
این هفته نه، اون هفته— یکی از تصنیف‌هایی که کرمانیان برای تضعیف روحیه سربازان آغامحمدخان قاجار می‌خواندند
قاسم‌خان جوپاری که توسط لطفعلی‌خان مسئول حفاظت از باروی شرقی شهر شده بود، تصمیم گرفت تا دروازه را بر روی سپاهیان آغامحمدخان باز کند. او با گروهی از افسرانی که آن طرف سیبه حضور داشتند قرار گذاشت که فردا قشون قجری را وارد شهر کنند. به گفته مؤلف تاریخ کرمان، برداشت اشتباه از کلمه «فردا» این نقشه را خراب کرد. قاسم‌خان و تفنگدارانش روز بعد در بالای برج فریاد برآوردند: «دوران، دوران آقامحمدشاه!» و شروع به تیراندازی کردند، اما خبری از نیروهای آن سوی سیبه نشد. سایر نگهبانان که این وضع را دیدند، به سمت قاسم‌خان و مردانش رفتند. او نیز که وضع خود را مناسب نمی‌دید، با دو تن از یارانش خود را از بالای برج به پایین پرتاب کردند تا به سمت اردوی قاجار فرار کنند. اما قاسم‌خان را در آن سوی بارو دستگیر کردند. لطفعلی‌خان دستور داد تا او را قطعه‌قطعه کنند. این توطئه خنثی شد، اما وضعیت لطفعلی‌خان زند آنگونه نبود که بتواند به مقاومت ادامه دهد. دربارهٔ اینکه چه اتفاقی پس از آن افتاد، دو روایت وجود دارد. به گفته تاریخ گیتی‌گشا، نجف‌قلی‌خان خراسانی که جانشین قاسم‌خان در حفاظت از باروی شرقی شده بود، با سپاه بیرون هم داستان شد و در ۲۹ ربیع‌الاول ۱۲۰۹ قمری ۱۲ هزار سپاهی قجری را وارد شهر کرد. به گفته مؤلف تاریخ کرمان، جناح شرقی مورد حمله قرار گرفت و «نجف‌قلی‌خان خراسانی و میرزاخان افشار هرچه سعی کردند که قشون شاهی (سپاه قاجار) را دفع و رفع کنند، ممکن نشد. همه حصار به تصرف لشکر شیرشکار درآمد.» باستانی پاریزی با توجه به اینکه نجف‌قلی‌خان خراسانی توسط آغامحمدخان کشته شد، روایت دوم را صحیح می‌داند. به هر صورت محاصره پایان یافت. آغامحمدخان قاجار پیروز شده بود.

## بعد از محاصره
چون لطفعلی‌خان خود را «غریق چهار موج فنا» دید، تصمیم گرفت تا به همراه دو عموی خود و جهانگیرخان سیستانی از کرمان بیرون روند. او پیش از آن خواست برای انتقام، پسران آقاعلی را که در بند بودند، بکشد، اما زندانبان آن‌ها را آزاد کرده بود. روایت نحوه خروج لطفعلی‌خان از کرمان به افسانه می‌ماند. چون قاجارها از دروازه شرقی وارد شده بودند، خان زند تصمیم گرفت تا از دروازه غربی بگریزد. در راه «دسته قراگزلو او را شناختند و آن دلیر دو نفر را با تفنگ و قرامینا و پنج نفر را با شمشیر کشته و زخمدار کرد.» در زمان محاصره کرمان، قجرها دور شهر خندق کنده بودند و بنا به روایت مؤلف تاریخ کرمان، لطفعلی با اسب معروف خود غران از روی این خندق که هشت ذرع عرض آن بود پرید و چون در اردوی بیرون شهر کسی نبود از کرمان دور شد.
پس از خروج از کرمان، لطفعلی‌خان و یارانش تا تاریکی هوا صبر کردند اما تاریکی باعث شد تا یکدیگر را گم کنند. جهانگیرخان سیستانی از کسانی بود که از لطفعلی دور ماند. او برادر حاکم بم بود و دور ماندن او هزینه سنگینی را بر خان زند تحمیل کرد. به هر صورت لطفعلی‌خان به همراه سه نفر از یارانش به سمت بم روانه شد. او فاصله کرمان تا بم را طی یک شبانه روز زیر پا گذاشت و عصر به دروازه شهر رسید. او برنامه داشت که پس از رسیدن جهانگیرخان، به قلمروی زمان‌شاه درانی برود و از او یاری بخواهد. فرزندان محمدحسین‌خان از لطفعلی‌خان زند در بم استقبال کردند. یکی از آن‌ها حال برادر خود را جویا شد و لطفعلی‌خان پاسخ داد که تا چند ساعت دیگر خواهد رسید. حاکم بم چون نمی‌خواست خود را وارد جنگ زند–قاجار کند، به لطفعلی‌خان خانه‌ای در بیرون از شهر داد.
۳ روز گذشت و خبری نشد. برادران جهانگیرخان که پس از چند روز انتظار به این نتیجه رسیده بودند که برادرشان در بند آغامحمدخان است، با این تصور که خان قاجار پس از تحویل دادن لطفعلی، جهانگیرخان را آزاد خواهد کرد، تصمیم به دستگیری خان زند گرفتند. پس از مشاهده حرکات سربازان میزبان، همراهان لطفعلی‌خان که از اقوام او بودند، از توطئه آگاه شدند و خان زند را خبردار کردند اما او هشدار آن‌ها را جدی نگرفت. چون لطفعلی‌خان «معترض سخنان ایشان نگشته، آن‌ها فرار را برقرار اختیار نمودند.» بدین ترتیب خان زند تنها ماند. زمانی که لطفعلی‌خان از توطئه آگاه شد، دیگر دیر شده بود. «آن جناب با تن‌تنها و سیغ آخته، به جانب آن قوم حق‌ناشناس تاخته و چند نفر را زخمی کرده، سلک جمعیت ایشان را متفرق و خود را به مرکب رسانیده، خواست که بر مرکب سوار [شود]، روباه فطرتی از آن گروه شقاوت سیر، مرکب آن جناب را پی نموده، به سر در غلتیده، از پی درآمد.» بدین ترتیب با کشتن اسب لطفعلی‌خان، او را اسیر کردند.
چون می‌ترسیدند که با گذشت زمان جهانگیرخان کشته شود، همان روز پیکی به کرمان فرستادند تا خبر را به آغامحمدخان برساند. روز پس از آن، جهانگیرخان وارد بم شد. چون خان قاجار از محل لطفعلی‌خان زند آگاه شده بود، دیگر راه برگشتی وجود نداشت. در نتیجه منتظر ماندند تا فرستادگان آغامحمدخان برای تحویل گرفتن اسیر، خود را به بم برسانند. آغامحمدخان هنگامی که خبر دستگیری رقیبش را شنید، در خانه آقاعلی بود و این خبر «موجب ازدیاد مرحمت شاه به آقاعلی گردید و فرمود: الحق تو نوکر دولتخواه و جان‌نثار ما هستی که در خانه تو خبر دستگیری دشمن ما را آوردند. حسن نیت و صفای طویت (دل) تو بر ما ظاهر شد.» او ۱۵۰۰ سوار را به فرماندهی محمدولی‌خان قاجار برای تحویل گرفتن لطفعلی‌خان زند راهی بم کرد.

## دستگیری، شکنجه و مرگ

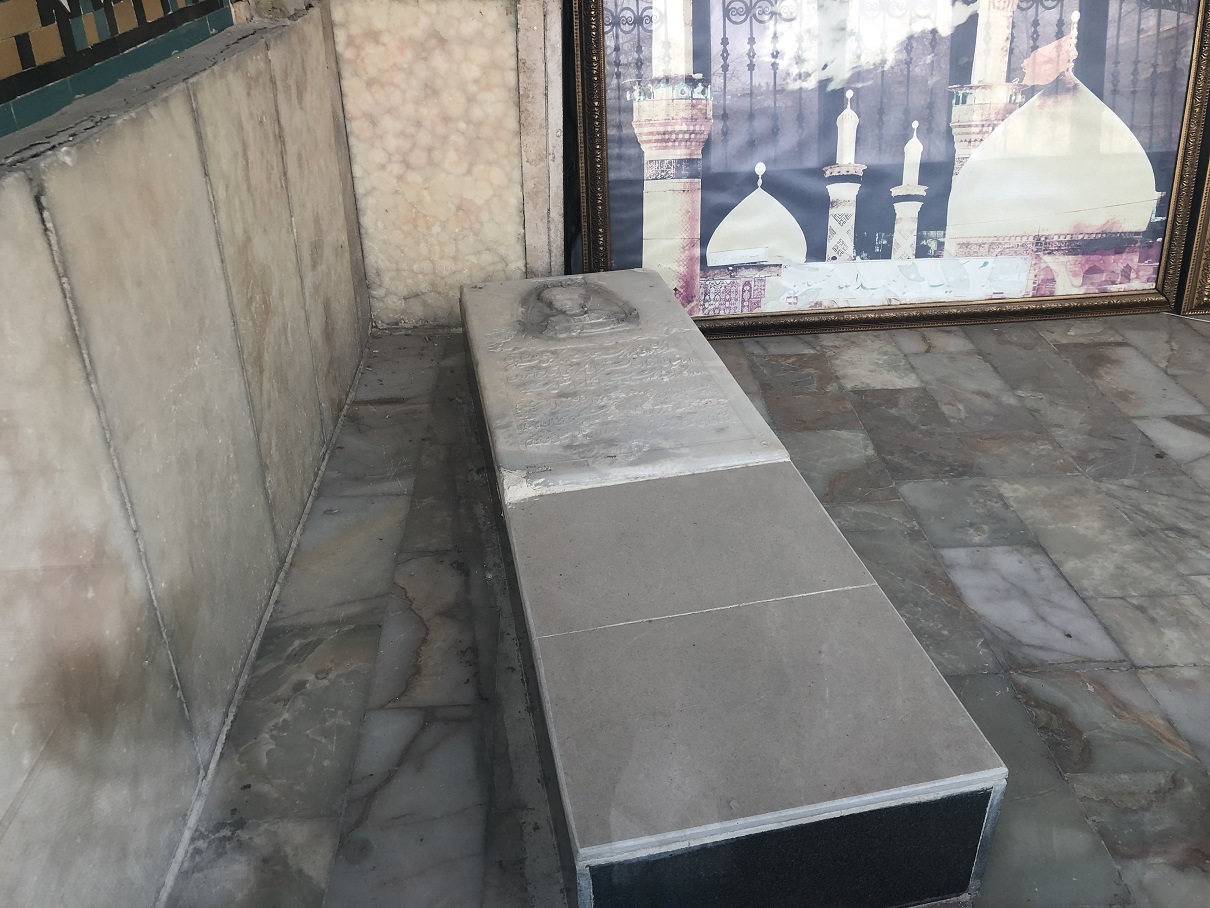
آرامگاه لطفعلی‌خان زند

محمدولی‌خان قاجار در راین لطفعلی‌خان زند را تحویل گرفت. بر دست و پای او زنجیر نهاده و سپس خان زند را بر روی شتری انداخت تا به سوی آقامحمدخان قاجار که در راه مراغه بود، ببرد. خان قاجار که سال‌ها منتظر انتقام از خاندان زند و نابودی رقیب بود، دستور داد تا لطفعلی‌خان را کور کنند. علاوه بر این، آغامحمدخان دو الماس تاج ماه و دریای نور، که خان زند بر بازو بسته بود را نیز از او گرفت. نقل است که لطفعلی‌خان شعر زیر را در زمان اسارت خود نوشته است:
| یا رب ستدی مملکت از همچو منی |  | دادی به مخنثی، نه مردی نه زنی |
| از گردش روزگار معلومم شد     |  | پیش تو چه دف‌زنی چه شمشیرزنی   |

چراغ کیان کشت، ای کاش من
به مرگش چراغ سخن کشتمی
گرم قوت استی چراغ فلک
به آسیب یک دم زدن کشتمی
گرم دست رفتی به شمشیر صبح
اجل را به دست زمن کشتی
سلیمان چو شد کشته اهرمن
مدد بایدم کاهرمن کشتمی

دیوان خاقانی
دربارهٔ اتفاقاتی که پس از دستگیری برای لطفعلی‌خان اتفاق افتاد، به دلیل اینکه تواریخ زندگی او در زمان پادشاهی سلسله قاجار نوشته شده‌اند، جزئیات زیادی موجود نیست اما اشاراتی شده است. احمدعلی‌خان وزیری، مؤلف تاریخ کرمان می‌گوید که «به انحا مختلف حکم به خفت و خواری او شد و پس از آن مکفوف‌البصر (نابینا) و محبوس گردید.» پس از آن، ۱۲۰۹ هـ.ق. زندِ اسیر را به تهران فرستادند و در «محلی که بدتر از جهنم بود نگاهش داشتند.» در تهران، چند ماه پس از دستگیری، در نهایت تصمیم به اعدام لطفعلی‌خان زند گرفته شد. تاریخ گیتی‌گشا مرگ لطفعلی‌خان را به تحریک حاج ابراهیم کلانتر می‌داند: «هنگام توقف در بلده مزبور (تهران) صورت رجحان عدم و وجود آن حضرت به اغوای حاجی یزید فطرت ابلیس سیرت در مرآت خاطر آغامحمدخان عکس پذیر گشته، به عهده میرزا محمدخان قاجار حاکم تهران مقرر داشت که آن حضرت را مقتول سازد.» اما امینه پاکروان معتقد است آغامحمدخان قاجار پس از ۳ ماه اقامت در فارس دید در جنوب ایران و به خصوص در شیراز تنها لطفعلی‌خان را شاه می‌دانند، دستور به کشتنش داد. مرگ لطفعلی‌خان زند را از طریق خفه کردن نوشته‌اند. او در زمان مرگ ۲۶ ساله بود. خان زند را در بقعه امامزاده زید در تهران به خاک سپردند. روایاتی از انتقال جسد او به نجف نیز وجود دارد.
با وجود اینکه پادشاهان آینده سلسله قاجار تلاش کردند آنچه که در اسارت بر لطفعلی‌خان زند گذشت پوشیده بماند، این اتفاقات فراموش نشد؛ چنان‌که جان ملکم، نماینده انگلیس در ایران در دوران قاجار، می‌نویسد «صفحات تاریخ از بازگویی آنچه که بر آن اسیر خسروانی رفت، سیاه‌رو خواهند بود.»

## وقایع پس از مرگ لطفعلی‌خان
پس از ورود به کرمان، خان قاجار دستور داد از سرهای طرفداران لطفعلی‌خان زند هرمی بر پا شود. ابتدا ۶۰۰ نفر را گردن زدند و سپس ۳۰۰ سر بریده دیگر را نیز به آنجا انتقال دادند. دارایی‌ها و همچنین خانواده کشته‌شدگان به سربازان آغامحمدخان بخشیده شد. در کرمان خان قجری در بالای کوه دختران ایستاده بود و با دوربین کشتار مردم شهر را تماشا می‌کرد. گویند که سران سلسله زند را در بالای کوه پیش او می‌بردند و آغامحمدخان آن‌ها را تحقیر می‌کرد. سپس دستور می‌داد تا گوش‌های آن‌ها را ببرند، چشم‌هایشان را از حدقه خارج کنند و از بالای کوه آن‌ها را به پایین افکنند. او ضمناً دستور داد تعداد زیادی از مردم شهر را نیز کور کنند، چنان‌که کرمان تا سال‌ها به «شهر کوران» معروف بود.
پس از دستگیری لطفعلی‌خان زند، اکثر افرادی که در کنار او می‌جنگیدند و از جنگ جان سالم به در برده بودند، هم دستگیر شدند. بیشتر آن‌ها به دستور آغامحمدخان قاجار اعدام شدند. در این میان به گفته سر جان ملکم، عبدالله‌خان زند عموی لطفعلی‌خان به دلیل اینکه خواهر علیقلی‌خان همسر او بود مورد شفاعت وی قرار گرفت و از مرگ رهایی یافت. سپاه قاجار همچنین زال‌خان، از وفادارترین افسران لطفعلی‌خان زند، را نیز دستگیر کرد. به فرمان آغامحمدخان، چشم‌های او را از کاسه درآوردند و درحالی که به قاجاریان دشنام می‌گفت زبانش را نیز بریدند.
گروهی از افسران لطفعلی‌خان زند که نگهبانان شخصی او بودند را پیش آغامحمدخان بردند و او از روی تمسخر میزان وفاداریشان به لطفعلی‌خان زند را پرسید. جواب دادند که «وفادار بودیم و تا پای مرگ او را دوست داشتیم.» خان قاجار پرسید که یکدیگر را هم دوست دارید؟ و پس از پاسخ مثبت آن‌ها، دستور داد تا سلاح‌هایشان را به آن‌ها بازگردانند تا با هم بجنگند و یکدیگر را بکشند. اما افسران زند به جای کشتن یکدیگر، به زندگی خود پایان دادند.
آغامحمدخان دو تن از منشی‌های لطفعلی‌خان زند را نیز مجازات کرد. اولی سیدعلی بمی بود و دیگری میرزا محمدعلی‌خان کاشی. سیدعلی بمی در نامه‌های خود «او (لطفعلی‌خان زند) را حضرت اقدس می‌نگاشت و نام مبارک خاقان قاجار را به خلاف ادب مسطور می‌نمود.» محمدخان قاجار دستور داد تا انگشتان دست راست سیدعلی را قطع کنند. منشی دیگر، میرزا محمدعلی‌خان کاشی که برادر فتحعلی‌خان صبا بود «به جرم این که وقتی از قبل (از جانب) لطفعلی‌خان مکتوبی به حضرت شهریار نموده کلمات درشت و ناهموار در آن نامه نگارش داده بود به معرض عتاب و خطاب حاضر آمد و چون آن کار خود انکار نکرد، عرضه هلاک و دمار گشت.»
پس از ورود به شیراز، خان قاجار دستور داد تا خانواده و حرم لطفعلی‌خان را به استرآباد بفرستند و در آنجا فرمان به اخته کردن پسر لطفعلی‌خان داد. محمدخان همچنین دستور داد دختر کریم‌خان زند به همسری یکی از اصطبل‌بانان درآید. گفته‌اند که این زن در گذشته خواهر آغامحمدخان را ریشخند کرده بود.

بالای بان اندران/قشون آمد مازندران
باز هم صدای نی میاد/آواز پی در پی میاد
جنگی کردیم ناتمام/لطفی می‌رود شهر کرمان
باز هم صدای نی میاد/آواز پی در پی میاد
حاجی ترا گفتم پدر/تو ما را کردی در بدر
خسرو دادی دست قجر/آواز پی در پی میاد
لطفعلی‌خان بوالهوس/زن بجست بردند تبس
تبس کجا طهران کجا/مانند مرغی در قفس
باز هم صدای نی میاد/آواز پی در پی میاد
لطفعلی خان مرد رشید/هرکس رسید آهی کشید
مادر خواهر جامه درید/لطفعلی خان بختش خوابید

سفرنامه «سفر به شیراز و دیگر شهرهای جنوبی»
سیاستمدار انگلیسی ادوارد اسکات وارینگ که ۸ سال پس از مرگ لطفعلی‌خان زند از شیراز دیدن کرد، در سفرنامه خود به تصنیفی ۲۶ بیتی با نام «نغمه‌ای مورد علاقه در ایران دربارهٔ لطفعلی‌خان و خیانت حاجی ابراهیم و سقوط سلسله زند» اشاره می‌کند. از زندگی لطفعلی‌خان تا سال‌ها در تکایا و تعزیه‌خوانی‌ها نیز یاد می‌شد.
محمدخان زند، از اعضای سلسله زند، پس از مرگ لطفعلی‌خان تلاش کرد تا حکومت خاندانش را پس بگیرد، اما موفقیتی به دست نیاورد و بدین ترتیب روزگار حکومت زندیه به پایان رسید. محمدخان زند پس از مرگ آغامحمدخان اصفهان را نیز تسخیر کرد اما توسط سپاهیان فتحعلی‌شاه قاجار شکست داده شد.

## همسران و فرزندان

### همسران
از منابع تاریخی برمی‌آید که لطفعلی‌خان در طول زندگی خود چند همسر اختیار کرده است. ابوالحسن غفاری نویسنده گلشن مراد از یکی از همسران لطفعلی‌خان به نام گرشسب‌خانم یاد می‌کند که دختر علیمرادخان زند بوده و او را «بسیار متشخصه و عاقله» توصیف می‌کند. این زن احتمالاً همسر اول لطفعلی‌خان زند بوده است.
احمدعلی‌خان وزیری، نویسنده تاریخ کرمان، نوشته است که لطفعلی‌خان پس از ورود به کرمان یکی از دختران آقاعلی (که از هواداران آغامحمدخان بود) را به نکاح خود درآورد. او همچنین دختر محمدعلی‌خان (برادرزاده آقاعلی) را نیز به زنی گرفت.
زمانی که لطفعلی‌خان کشته شد، همسر اول او، مریم خانم به همراه پسرش فتح‌الله‌خان در مازندران سکونت داشتند. گویند آغامحمدخان قاجار این پسر را اخته کرد.

### فرزندان
تعداد دقیق فرزندان لطفعلی‌خان مشخص نیست. آورده‌اند که او در زمان رسیدن به حکومت دو دختر پنج و شش ساله داشت. بنا به گفته جونز، این دو دختر پس از سقوط سلسله زندیه که در آن زمان یازده و دوازده سال سن داشتند مورد تجاوز سربازان قاجاری قرار گرفتند و به همسری قاطرچی و اصطبل‌بان درآمدند.
بابا خان، پسر اول لطفعلی‌خان در زندانی که به دستور آغامحمدخان اسیر شده بود فوت می‌کند. لطفعلی‌خان همچنین پسری به نام فتح‌الله‌خان داشته است. این پسر پس از ورود آغامحمدخان به شیراز، به اسارت او درآمد و به همراه مادرش به شمال ایران فرستاده شد. زمانی که کرمان در محاصره نیروهای محمدخان بود، او چشمش به سکه‌ای از لطفعلی‌خان می‌افتد و همین او را خشمگین کرده و باعث می‌شود که دستور دهد پسر لطفعلی را اخته کنند.
سر هارفورد جونز انگلیسی از پسر دیگری به نام خسرو خان نام برده است. او زمانی که این پسر هفت ساله بود، با او دیدار کرده است. جونز این پسر را «زیبا، مؤدب، بسیار باهوش و شیرین‌زبان» توصیف کرده است. وی سال‌ها بعد پس از کشته شدن لطفعلی‌خان با این پسر مجدداً دیدار داشته است که می‌نویسد: «از عجایب روزگار، بار دیگر که ما با یکدیگر ملاقات کردیم، در آذربایجان بود. او برده‌ای چروکیده و اخته، من سفیری به نمایندگی از کشور خودم در نزد جانشین کسی که ویرانگر خانه و کاشانه و تخت و تاج پدر او بود.»

## لطفعلی‌خان در نظر دیگران
سر هارفورد جونز که در دوران قاجار مجدداً به ایران بازگشت، در حدود سال‌های ۱۸۱۰ یا ۱۸۱۱ میلادی در اردوی فتحعلی‌شاه قاجار حضور داشت و گهگاهی با او دیدار می‌کرد. جونز دربارهٔ یکی از این ملاقات‌ها و پیرامون نظر فتحعلی‌شاه قاجار دربارهٔ لطفعلی‌خان نوشته است: «یک بار هنگامی که با شاه تنها بودم، از من خواست تا آنچه میان من و شاه مرحوم لطفعلی‌خان زند گذشته بود را برایش تعریف کنم و اضافه کرد که داستان‌های عجیبی از رابطه نزدیک من با او و داستان‌های عجیب‌تری دربارهٔ لطفی که او در حق من داشته، شنیده است… همچنین هنگامی که گفتگوی میان آن شاهزاده خردسال و خودم در باغ وکیل را برای شاه تعریف کردم، گفت: خسرو اینجا است؛ آیا دوست دارید او را ببینید؟ فردا او را نزد شما می‌فرستم. من نمی‌توانم آنچه بر سر او آمده را تغییر دهم اما به شما می‌گویم که اگر به جای عمویم، به دست من افتاده بود، چنین بلای سختی بر سرش نمی‌آمد. پدرش را من هم مجبور بودم به مرگ محکوم کنم چون با توجه به ضدیت او با ما، کار دیگری نمی‌شد کرد. اما حتی در این مورد هم مسلماً اگر من به جای عمویم بودم، مرگ آسان‌تری برای او در نظر می‌گرفتم نه آن‌طور که عمویم او را زجر داد. او یک شیرمرد حقیقی و بزرگ بود.»

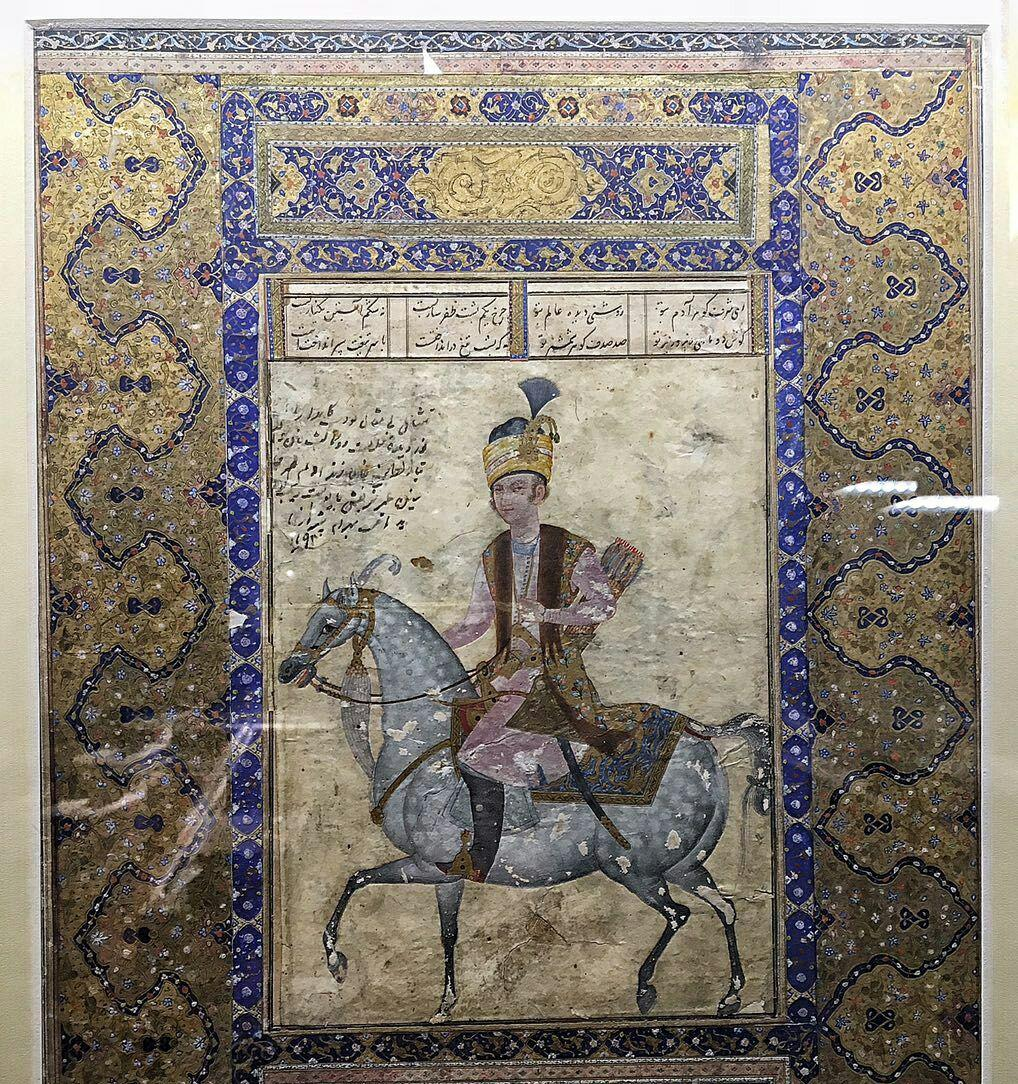
مینیاتوری از لطفعلی‌خان، موزه ملی ایران

سر هارفورد جونز خود در کتابش دربارهٔ او چنین نوشته است: «... تا وقتی که بر تخت بود، از او لطف و مهربانی فراوان دیدم و هنگامی که در پناهندگی به سر می‌برد افتخار داشتم با او زیر یک چادر و بر روی یک جول اسب بنشینم. مردم لطفعلی‌خان را به خاطر صفات شایسته‌اش بسیار دوست می‌داشتند. شهامت و پایداری و شجاعت و کفایتی که او هنگام بلا و سختی از خود نشان می‌داد، هنوز موضوع ترانه‌هایی است که شاید تا زبان فارسی زنده است زنده بماند. او به وقت نعمت جوانمرد، خوشایند و دست‌ودلباز و به وقت سخت‌ترین مصیبت‌هایی که بتواند بر آدمی روی آورد باوقار و باعزم بود.» جونز در ادامه، دلیل خود از نوشتن کتابش را چنین بیان می‌کند: «من برای شرح داستان‌های قهرمانانه و تلاش‌های نافرجام یک پادشاه برای پس گرفتن ستاره اقبالش نمی‌نویسم، بلکه هدف این است که ذهن خود را از اندوه و غمی که هنوز پس از این همه سال برای بدشانسی‌های لطفعلی‌خان احساس می‌کنم، رها سازم.»
احمدعلی‌خان وزیری که مؤلف تاریخ کرمان است لطفعلی‌خان زند را «در شجاعت و جرئت ثالث بهرام چوبین و سلطان جلال‌الدین خوارزمشاه» توصیف می‌کند.

## غران
غران نام اسب لطفعلی‌خان بود که نامش را قران و کوران هم نوشته‌اند. نژاد این اسب، دو رگه عرب و ترکمن بود و دربارهٔ آن مطالب افسانه‌مانند زیادی نقل شده است. این اسب، سیاه‌رنگ بود و لکه‌ای سفید به مانند یک ستاره بر پیشانی داشت. گویند زمانی که لطفعلی‌خان در خارج از شیراز مشغول به شکار بود، غران را در میان تعدادی یابوی بارکش دیده و آن را خریداری کرده است. میرزاحسن فسایی در فارسنامه ناصری، ذکر می‌کند که این اسب از رمه ملا ماندگار کواری، کلانتر بلوک کوار، خریداری شده است. در داستان دیگری نقل می‌کنند که کریم‌خان زند آن را از آسیابانی خریداری کرده و در نوروز به لطفعلی عیدی داده است. لطفعلی‌خان و سربازانش در زمان برخورد با رضاقلی خان، حاکم کازرون، مجبور شدند از کوه بالا روند. خود لطفعلی‌خان در توصیف این روایت برای سر هارفورد جونز، ماجرا را این‌گونه نقل کرده است:
نمدها را از روی زین‌ها برداشتیم و همه اسب‌ها را به جز غران در پای کوه رها کردیم. نمدها را از این جهت برداشته بودیم که به یاریشان بتوانیم غران را از این نقطه بگذرانیم؛ زیرا جاده در این قسمت از کوه به اندازه‌ای لغزان بود که امکان نداشت یک اسب بتواند روی پای خودش بایستد مگر این که شیب و لغزندگی این سنگ‌ها را با پوشش نرم بپوشانند. هیچ اسب دیگری جز غران قادر نبود که از این سراشیبی چنین راهی بگذرد. حتی ما مجبور بودیم گاهی او را روی نمد بخوابانیم و او به مظلومی یک بره همه این رنج‌ها را تحمل کرد.

## در آثار هنری و یادواره‌ها
- نمایشنامه چهار دقیقه و بیست و سه ثانیه قبل از واقعه اثر سید سعید موسوی راضی به آخرین لحظات زندگی لطفعلی‌خان زند می‌پردازد.[۱۱۰]
- در سریال قهوه تلخ به کارگردانی مهران مدیری، میرطاهر مظلومی نقش لطفعلی‌خان زند را بازی می‌کند.[۱۱۱]
- مجسمه‌ای از لطفعلی‌خان زند در نمایشگاه عکس دائمی «شیراز قدیم» در ارگ کریم‌خان وجود دارد.[۱۱۲]
- خیابانی در شیراز به نام او نام‌گذاری شده است.
- در سال ۱۳۸۷ یک بازی ویدئویی ایرانی با نام لطفعلی‌خان زند منتشر شد.[۱۱۳]
- لطفعلی‌خان زند یکی از شخصیت‌های رمان خواجه تاجدار است.
- در سال ۱۳۹۷، خواننده ایرانی شاهین نجفی آلبومی با عنوان جنس سوم منتشر کرد که یکی از قطعه‌های آن «لطفعلی خان» نام دارد.[۱۱۴]

## تبارنامه
دانشنامه ایرانیکا زندها را ایرانی‌تبار و طایفه ای شبانی از شاخهٔ لک و در ادامه لکها را گروهی از «لرهای شمالی» می‌داند که در زاگرس داخلی و دشت همدان سکوت داشته‌اند. علیمراد خان زند ششمین حاکم زند، جد خود ایناق خان زند را لر می‌داند و در ادامه خود را لر توصیف می‌کند. دانشنامه بریتانیکا که به زندگی‌نامه کریم خان زند (سر سلسلهٔ این خاندان) پرداخته، کریم خان زند را حاکمی ایرانی از قبیله ای فروتن معرفی کرده اما مستقیماً به قومیت یا تعلق ایلیاتی زندیان اشاره ای نکرده است. دودمان زند به رهبری کریمخان زند در سال ۱۱۶۳ هجری شمسی در ایران به قدرت رسیدند. شرفنامه بدلیسی آورده که خوانین زند خود را از قوم لر معرفی می‌کردند. دانشنامهٔ جهان اسلام زندها را از طوایف لک می‌داند که به گفتهٔ این منبع «شاخه ای از ایل لر» بوده‌اند. ویلیام فرانکلین در کتاب «از بنگال به ایران» ایل زند را یکی از طوایف لک معرفی کرده است. در کتاب «پیشینهٔ ایرانیان» تألیف عبدالعظیم رضایی زندیان از ایل لک و از طوایف لر معرفی شده‌اند. در کتاب «تهران به روایت تاریخ» اثر مسعود نوربخش از زندها به عنوان طایفه ای لک از ایل زند یاد شده است که در روستای دیه پری در ملایر به شغل گله داری اشتغال داشتند. دائرةالمعارف شرح حال رجال ایران که به تاریخ زندگی رجال ایران در قرن‌های ۱۲، ۱۳ و ۱۴ هجری می‌پردازد، زندیه را شعبه ای از طایفهٔ لک می‌داند و به نقل از سر جان ملکم راجع به وجه تسمیه زند چنین می‌آورد: «برخی بر آنند که این طایفه را زند به جهت آن خواندند که زرتشت محافظت از کتاب زند اوستا را به ایشان محول کرده بود.»
در کتاب ایران نامک نوشته شده کریم خان زند معمولاً به زبان لری یا فارسی سخن می‌گفت. منابع بسیار دیگر نیز آمده که طایفه زند از قوم لر به‌شمار می‌آمدند که در میانه زاگرس و دشت‌های همدان به روش دامداری

سلسله زندیه لر بوده‌اند

## یادداشت
1. ↑  در نوروز ۱۱۷۳ خورشیدی در کرمان به این نام سکه ضرب کرد[۱]